# История Организации украинских националистов
Организация украинских националистов возникла за пределами Украинской ССР в результате консолидации деятельности различных националистических формирований, преимущественно молодёжных, в среде украинской эмиграции. Основную роль в её создании сыграл полковник Евгений Коновалец, бывший член правительства Симона Петлюры. 28 января 1929 в Вене состоялся I конгресс Украинских националистов, который стал началом существования ОУН.

## Предыстория возникновения
Практически все исследователи ОУН указывают на то, что возникновение украинского радикально-националистического движения явилось реакцией части украинского общества на поражение Украинской революции 1917—1921 годов, ликвидацию украинской государственности и разделение этнических украинских земель между другими государствами (СССР, Польша, Чехословакия, Румыния).
При этом характер и специфика зарождающегося украинского националистического движения определялись следующими факторами:
- политикой государств, в состав которых вошли этнические украинские земли, по отношению к украинскому населению,
- сдерживанием общественного развития украинской нации в этих государствах, сопряжённым с понижением уровня социальной мобильности и общественного статуса украинцев,
- разочарованием части политически активного украинского общества по отношению к принципам демократического развития общества,
- морально-политическим упадком украинских политических партий в эмиграции,
- наличием общественных групп, способных на самоорганизацию под радикально-националистическими лозунгами (студенчество и бывшие офицеры армии УНР),
- ростом влияния тоталитарных праворадикальных движений в Европе на фоне недовольства политикой западных демократий, для которых украинский вопрос не представлял первоочередного значения,
- появлением отдельных лидеров, способных оказывать влияние на общественное сознание и усвоивших традиции радикально-националистической деятельности[1].

1920-е — 1930-е годы в государствах Центральной и Восточной Европы (в частности, в Польше и Румынии) характеризовались стратегическим курсом на установление диктаторских режимов и стремлением к закрытости общества и самодостаточному развитию гомогенного «национального» сообщества. Эти процессы отражались на жизни украинских меньшинств, оказавшихся в границах этих государств. Польские и румынские правящие круги побуждали и принуждали украинцев к интеграции в соответствующие государства, имея конечной целью их национальную ассимиляцию. Противостояние украинских элит ассимиляционному давлению оборачивалось попытками этнической самоизоляции во всех сферах. Так, украинские депутаты в сейме Польши боролись против создания смешанных польско-украинских школ, политические партии формировались по этническому признаку, а голосование за польские партии или за украинских соглашателей приравнивалось к национальной измене.
При этом определённая часть украинцев в надежде улучшить своё положение выражала готовность к тому, чтобы стать лояльными гражданами польского государства и оказывала давление на свои элиты, склоняя их к поискам компромисса. В этих условиях сторонники бескомпромиссной борьбы приходили к выводу, что лишь единое авторитарное руководство, железная дисциплина и постоянное нагнетание напряжённости может предотвратить ассимиляцию украинской нации и создать условия для её возрождения.
Более-менее устойчивому развитию легального или полулегального украинского националистического движения на Западе способствовал политический климат в государствах, где возникли центры украинской эмиграции, — Чехословакии, Австрии, Германии, Литве, США и др. Единственным государством, в котором отсутствовали условия для существования организованного националистического подполья в 1920-е — 1930-е годы, был Советский Союз.
В 1920-е — 1930-е годы интегральный национализм, представленный ОУН, не был господствующим политическим течением ни на Западной Украине, ни в кругах украинской эмиграции. Его роль, однако, резко возросла с началом Второй мировой войны, когда все легальные национально-демократические и социалистические украинские партии были уничтожены нацистским и советским режимами.

### Организационное оформление
Создание в 1920 году Украинской войсковой организации, ядро которой составили выходцы из Галичины — ветераны армии УНР, и активизация её деятельности на территории Западной Украины, имевшей целью продолжение вооружённой борьбы за независимость Украины, способствовали появлению молодёжных националистических групп, члены которых взаимодействовали с УВО. В 1926 году некоторые из них объединились в Союз украинской националистической молодёжи (укр. Союз української націоналістичної молоді) во Львове.
Аналогичные организации создавались среди украинцев-эмигрантов в Чехословакии — «Группа украинской национальной молодёжи» (укр. Група Української Національної Молоді), «Украинское национальное объединение» (укр. Українське Національне Об'єднання), «Союз освобождения Украины» (укр. Союз Визволення України), «Союз украинских фашистов» (укр. Союз Українських Фашистів). Последние три группы в ноябре 1925 года объединились в «Лигу украинских националистов» (укр. Легія українських націоналістів) под руководством Миколы Сциборского. В июне 1927 года руководящими органами «Группы украинской национальной молодёжи» и «Лиги украинских националистов» был создан координационный центр — «Союз организаций украинских националистов». В январе 1928 года секции этих двух организаций в Брно (Моравия) пошли ещё дальше, объявив о своём слиянии в «Союз украинских националистов». В июне 1928 года был создан «Союз украинских националистов в Германии», в который вошли члены местных секций «Группы украинской национальной молодёжи», «Лиги украинских националистов» и УВО.
Проведённые в 1927—1928 годах конференции украинских националистов (Берлинская и Пражская) стали последним шагом к созданию I Сбором (съездом) украинских националистов (28 января — 3 февраля 1929 года) Организации украинских националистов на основе УВО и упомянутых выше объединений. Руководящей структурой ОУН стал Провод украинских националистов (ПУН), который возглавил лидер УВО Евгений Коновалец (его заместителем стал Микола Сциборский, секретарём — В. Мартынец). Съезд состоялся в Вене (Австрия). В его работе приняли участие 30 делегатов из Чехословакии, Германии, Австрии, Бельгии, Франции и с Западной Украины (Львов). Большинство участников представляли эмигрантские организации — в первую очередь, Украинскую войсковую организацию.
В решениях съезда впервые были раскрыты мировоззренческо-идеологические принципы ОУН. Высшим типом общественной организации провозглашалась нация как внутренне органичное, целостное сообщество людей. Естественной формой самоутверждения нации и высшей ступенью её развития провозглашалось государство. Согласно программным установкам, этап «освободительной борьбы» должен был завершиться установлением национальной диктатуры, а окончательное решение вопроса о форме государственного устройства Украины фактически откладывалось на будущее.
Согласно решениям съезда, Украинская войсковая организация сохраняла свою формальную организационную самостоятельность и свой печатный орган «Сурма». Вся «боевая работа» (террористическая активность) должна была вестись только от лица УВО и её руководства, «дабы не чернить репутации ОУН как чисто политической организации». Статус ОУН был подтверждён на конференции руководства ОУН-УВО в Праге (июнь 1930). Коновалец принял решение, что УВО остаётся вооружённым отрядом ОУН, формально независимым от ОУН (на практике УВО и ОУН руководили одни и те же лица).
В одном из своих писем митрополиту Шептицкому Коновалец привёл следующие аргументы в пользу создания Организации украинских националистов: «Подготовка к священному крестовому походу против СССР пойдёт усиленными темпами. К этому походу должны подготовиться и мы. Немецкие друзья убеждают нас, что пока УВО будет только конспиративной террористической организацией, нечего думать о широкой политической акции в украинском деле. Террор должен быть, утверждают немцы, не целью, а средством, средством, которое при удачных аттентатах способствует подчинению масс, при неудачных отталкивает массы от неудачников. Массы представляют не субъект политики, а объект, который нужно завоевать всеми средствами, а завоевав, нужно держать в руках, используя их в своих политических целях. Следовательно, из этого выплывает тот первый вывод, что УВО нужно превратить в такую организацию, которая будет способной пользоваться в борьбе за массы и для своей политики всеми, а не одним только террористическим средством. Украинскую проблему следует брать в целом. В решении этой проблемы ни одно государство не заинтересовано так, как заинтересована Германия. К тому же ни одно государство, кроме Германии, и не способно решить эту проблему. И Германия решит эту проблему не сегодня, так завтра. Следовательно, из этого выплывает второй вывод, а именно: та украинская организация, которая борется за решение украинской проблемы в целом, должна действовать в полном согласии с соответствующими политическими факторами Германии и идти в фарватере её политики…»
Попытка Коновальца закрепить за ОУН статус легальной политической организации украинских националистов в Польше, однако, оказалась неудачной — молодое поколение националистов, пришедшее в ОУН в 1929 году, превратило её в расширенную версию УВО. В каждом легальном действии они видели признак «предательства нации».
Процесс слияния УВО и ОУН был завершён в середине 1932 года. В результате УВО из самостоятельной организации была переформирована в номинально автономную военную референтуру — отдел ОУН.
В 1932 году в структуре ОУН был сформирован Военный штаб во главе с генералом Виктором Курмановичем. В том же году под эгидой ОУН была создана «Европейская федерация украинцев за кордоном», располагавшаяся в Брюсселе. Под контролем этой организации находился, в частности, Украинский Красный Крест. Именно эта организация была инициатором создания в различных странах «Комитетов спасения Украины» от голода 1932-33 годов. Собираемые ими благотворительные средства расходовались в основном на пропагандистскую деятельность.

## ОУН в межвоенной Польше

### 1929—1934
С момента своего создания ОУН вслед за УВО продолжила подпольную, нелегальную деятельность против польского государства, выступая против попыток достижения межнационального согласия, которые с украинской стороны предпринимали умеренные общественные силы — в первую очередь, «Украинское народно-демократическое объединение» (УНДО) — легальная украинская политическая партия, в которую входили бывшие деятели ЗУНР и представители умеренных кругов Галичины. Эти попытки проходили на фоне противостояния с польскими властями со стороны ОУН и Коммунистической партии Западной Украины, а также на фоне событий во внутриполитической жизни советской Украины — украинизации, начала принудительной коллективизации сельского хозяйства и массового голода 1932—1933 годов. Попытки достижения межнационального согласия потерпели окончательный крах в 1938 году с усилением националистических тенденций в польском руководстве.
Основным регионом деятельности ОУН-УВО была Восточная Галиция, а её руководящая структура здесь именовалась «Краевая Экзекутива ОУН на западно-украинских землях».
Весной 1929 года, с созданием ОУН и её Краевой экзекутивы, в Галиции был организован ряд массовых протестных акций, направленных на различные сферы отношений между польским государством и украинским национальным меньшинством. Активизировалась и деятельность, направленная на обеспечение финансового положения организации посредством «экспроприаций» — вооружённых ограблений государственных и частных польских учреждений (прежде всего, почт и банков).
Во второй половине 1930 года ОУН инициировала антипольскую «Саботажную акцию». По сёлам Галиции прокатилась волна нападений на государственные учреждения, произошло свыше двух тысяч поджогов домов и имущества польских землевладельцев. В ответ на это с 14 сентября до конца ноября 1930 года польские власти предприняли ряд военно-полицейских мероприятий в Восточной Малопольше, известных как «Пацификация», направленных на подавление антипольских террористических действий и актов саботажа. В частности, по подозрению в причастности к акциям ОУН были задержаны две тысячи украинцев.
В 1931 году ОУН разослала меморандум министерствам иностранных дел западных стран, указывая на угнетённое положение украинцев в Польше. Лига Наций, однако, отказалась рассматривать ОУН в качестве выразителя интересов украинского народа, а в то время, когда в Лиге Наций обсуждался вопрос о польской «пацификации», в Галиции националистами был убит депутат сейма Тадеуш Голувко, выступавший за смягчение польской политики по отношению к украинскому населению и за переговоры с украинскими политическими силами. Решение об убийстве было принято Краевой экзекутивой ОУН на Западноукраинских землях. 30 января 1932 года ОУН была осуждена Лигой Наций как террористическая организация.

#### Бандера в руководстве КЭ ОУН
В начале 1930-х на руководящие посты в Краевой экзекутиве ОУН на Западноукраинских землях выдвинулся Степан Бандера. В 1932-33 годы Бандера — заместитель краевого проводника, а с середины 1933 года — краевой проводник ОУН и краевой комендант УВО на Западноукраинских землях.
С приходом Бандеры к руководству КЭ ОУН характер её боевых акций изменился. Экспроприации прекратились, упор был сделан на карательные акции и теракты против представителей польской государственной администрации, а также местных коммунистов, левых и просоветских деятелей, советских дипломатов.

Вот что Степан Бандера писал в своей автобиографии о деятельности на посту краевого проводника ОУН:
«Кроме революционной деятельности против Польши как оккупанта и угнетателя Западноукраинских земель, был создан ещё один фронт антибольшевистской борьбы … Этот фронт был направлен против дипломатических представителей СССР на Западноукраинских землях…, против большевистской агентуры, компартии и советофильства. Целью этих акций было продемонстрировать единство освободительного фронта, солидарность Западной Украины с антибольшевистской борьбой Центральных и Восточных земель Украины и искоренить на Западной Украине коммунистическую и агентурно-советофильскую работу среди украинского населения».
Во время массового голода на Украине в 1932—1933 годах КЭ ОУН под руководством Бандеры организовала ряд акций протеста в поддержку голодающих украинцев. Одновременно с этим активисты ОУН развернули борьбу против Коммунистической партии Западной Украины (КПЗУ), рассчитывая подорвать её влияние среди населения. 3 июня 1933 года в Берлине на конференции Провода украинских националистов с участием членов КЭ ОУН было принято решение об организации покушения на советского консула во Львове. Подготовкой покушения Степан Бандера занимался совместно с Романом Шухевичем. 21 октября 1933 года Микола Лемик, явившийся в советское консульство во Львове, чтобы совершить покушение на консула, застрелил советского дипломатического работника А. П. Майлова, после чего добровольно сдался полиции, заявив, что это покушение совершено в знак протеста против Голодомора на советской Украине (1932—1933 годы). По замыслу организаторов, судебный процесс над террористом давал возможность заявить всему миру, что Голодомор — это реальность, которую замалчивает советская и польская пресса и официальные власти. Высказываются предположения, что этот теракт мог быть инспирирован германскими спецслужбами с целью расстроить дипломатические отношения между Советским Союзом и Польшей.
Наряду с организацией законспирированных боевых групп Бандера призывал вовлекать в борьбу против польских властей широкие слои населения, взять курс на массовость националистического движения. С этой целью Бандера предложил реорганизовать кадрово-организационную работу и обеспечить её проведение на территории всей Западной Украины, причём не только среди студентов и бывших военных, но и в рабоче-крестьянской среде. Проведением массовых акций, направленных на пробуждение национальной и политической активности украинцев, Бандере удалось существенно усилить влияние ОУН в различных слоях украинского общества. В число таких акций входили панихиды и манифестации, посвящённые памяти борцов за независимость Украины, так называемый «культ могил» — чествование могил сечевых стрельцов и сооружение символических могил павших воинов, что вызывало враждебную реакцию и активное противодействие польских властей.
По инициативе Бандеры проводились и другие акции, в том числе антимонопольная, участники которой отказывались от покупки польской водки и табака, что, по мнению организаторов, должно было нанести существенный ущерб финансовой системе Польше.
В сентябре 1933 года была проведена однодневная «школьная акция», в ходе которой школьники-украинцы бойкотировали всё, что относилось к Польше: её государственную символику, польский язык, учителей-поляков. Ученики отказывались отвечать на уроках на вопросы, заданные по-польски, призывали польских учителей возвращаться в Польшу, из школ выбрасывались государственные символы польского государства и т. д. Акция объединила, по оценкам одной из польских газет, десятки тысяч детей. Было осуществлено покушение на жизнь школьного куратора Гадомского в знак протеста против полонизации и уничтожения польскими властями украинского школьного образования.
Бандера провёл почти полную перестройку подготовки и обучения кадров ОУН — при нём была введена систематическая идеологическая и политическая обработка, боевая подготовка и обучение методам подпольной работы.
Пиком террористической деятельности ОУН стало убийство министра внутренних дел Польши Бронислава Перацкого. Согласно официальной истории ОУН, решение совершить политическое убийство в Варшаве было принято на специальной конференции в конце апреля 1933 года в Берлине, в которой приняли участие Евген Коновалец, Рико Ярый и Ярослав Барановский от ПУН и Степан Бандера от КЭ ОУН как исполняющий обязанности краевого проводника. Убийство Перацкого было представлено как акт мести за кровавую акцию «пацификации» (умиротворения украинского населения) в Восточной Малопольше 1930 года, которой руководил Перацкий, в то время занимавший должность заместителя министра внутренних дел. План нападения разработал Роман Шухевич, а общее руководство осуществлял Степан Бандера.
Бронислав Перацкий был убит 15 июня в центре Варшавы в ресторане «Товарищеский клуб». Все организаторы террористического акта, кроме скрывшегося с места преступления непосредственного исполнителя — студента Григория Мацейко, были арестованы польской полицией.
16 июня на специальном заседании польского правительства был утверждён план создания концлагеря для изоляции тех, кто мог быть причастным к теракту. Президент Польши Игнацы Мосцицкий подписал распоряжение, дававшее полиции право заключать подозреваемых под стражу на три месяца без суда, лишь на основании административного решения. Местом содержания таких лиц стал концлагерь Берёза Картузская, через который впоследствии прошли сотни польских граждан. За период с июня по ноябрь в связи с убийством Перацкого было задержано более 800 человек, среди которых было немало членов ОУН. В результате массовых арестов всё региональное руководство ОУН в Галиции оказалось в заключении, и многие низовые организации прекратили своё существование.
Успеху следствия способствовало то, что благодаря сотрудничеству между польской и чехословацкой военными разведками в руки польской полиции в 1933—1934 годах попал так называемый «архив Сеника» — большое количество внутренних документов и переписки, изъятых в ходе обысков на квартирах членов руководства ОУН (в том числе Омеляна Сеника), проживавших в Чехословакии. К этим документам, как полагают, добавились документы, изъятые германской полицией при обысках у Рихарда Ярого. Информация, полученная следствием в ходе анализа «архива Сеника», помогла установить личности многих руководителей и членов ОУН.
Убийство Перацкого дало Польше повод выступить в Лиге Наций с предложением ввести международные санкции против терроризма, включая запрет на предоставление политического убежища террористам.
Жертвами ОУН становились не только поляки, но и украинцы — так, «Революционный трибунал ОУН» приговорил к смерти студента Якова Бачинского, которого подозревали в связях с полицией. 9 мая 1934 года он был застрелен боевиками ОУН. 25 июля 1934 года был убит директор украинской академической гимназии, директор Генерального института католического действия Иван Бабий. Это убийство вызвало широкий резонанс и осуждение в украинском обществе Галиции. Резко осудил убийство митрополит Галицкий Андрей (Шептицкий). Романтично-идеалистическому образу ОУН, так старательно создававшемуся подпольем, был нанесён сильный удар. В некоторой степени этот образ подправило мужественное поведение арестованных в связи с убийством Перацкого в ходе последовавшего судебного процесса.

### 1935—1938
18 ноября 1935 года в Варшавском суде начался процесс над двенадцатью украинскими националистами, в число которых входил и Степан Бандера. Основным обвинением на этом суде было убийство Перацкого. Обвиняемые отказывались отвечать на вопросы по-польски, приветствовали друг друга возгласом «Слава Украине!», попытались превратить зал суда в трибуну пропаганды идей ОУН. 13 января 1936 года Степан Бандера, Микола Лебедь и Ярослав Карпинец были приговорены к смертной казни, остальные — к 7-15 годам тюремного заключения. Процесс имел огромный общественный резонанс, и власти, не осмеливаясь привести смертные приговоры в исполнение, начали переговоры с легальными украинскими политическими партиями о «нормализации» украинско-польских отношений и объявили амнистию. Бандере и двум другим смертникам смертная казнь была заменена пожизненным заключением.
25 мая 1936 года Бандера наряду с другими членами КЭ ОУН (всего 27 человек) предстал перед судом во Львове по обвинению в руководстве террористической деятельностью ОУН-УВО. Часть обвиняемых была в числе фигурантов предыдущего процесса. По результатам Львовского процесса Бандера был приговорён к пожизненному заключению.
Тем временем в начале 1935 года КЭ ОУН на ЗУЗ возглавил Лев Ребет, по указанию которого боевые акции были прекращены, все усилия были направлены на восстановление структуры управления и связи ПУНа с низовыми организациями, разрушенной в результате арестов 1934 года, — фактически же деятельность ОУН была сведена к культурно-просветительской работе. Роман Шухевич и ряд других активистов ОУН, недовольные этим решением, пытались убедить ПУН назначить другого руководителя, но безуспешно. Дисциплину среди наиболее радикально настроенных активистов, продолживших террористические акции, пришлось наводить жестокими методами. Ребет возглавлял КЭ ОУН до начала 1939 года. Несмотря на его непопулярность среди активистов на Западной Украине, организационные структуры ОУН к 1938 году постепенно удалось восстановить.
Активизации ОУН на западноукраинских землях способствовало произошедшее в 1938 году усиление националистических тенденций в руководстве польским государством, которое сопровождалось очередной волной пацификации в отношении украинского населения, массового уничтожения церквей в этнически смешанных районах и попыткой организации антиукраинских движений и подогревания регионального сепаратизма (русины, гуцулы, бойки, лемки). В качестве обоснования таких действий указывалось на необходимость национальной консолидации польского общества перед лицом обострившейся внешнеполитической ситуации. Они привели, однако, лишь к усилению антагонизма украинского населения Польши (насчитывавшего по переписи 1931 года 4,5 миллиона) по отношению к польскому государству и полякам, населяющим этнически смешанные регионы.
Согласно Уставу ОУН, принятому на Большом сборе 1929 года, съезды должны были созываться каждые два года, однако по ряду объективных причин (процесс слияния УВО и ОУН, аресты членов ОУН и т. д.) созыв съезда ОУН постоянно откладывался. В 1936 году Коновалец поручил Ивану Габрусевичу начать подготовку II Большого сбора, который был намечен на вторую половину 1937 года. Позднее в связи с болезнью Габрусевича это задание было передано Ярославу Стецько. Однако и на этот раз проведение съезда было отложено, поскольку Коновалец хотел бы расширить представительство за счёт участников с Центральной и Восточной Украины и даже планировал лично отправиться на Советскую Украину, чтобы изучить политическую ситуацию и возможности организации подпольной деятельности. До этого не дошло, потому что 23 мая 1938 года Коновалец был убит.

### Гибель Евгения Коновальца и предпосылки к расколу в ОУН
23 мая 1938 года Евгений Коновалец был убит Павлом Судоплатовым, сотрудником НКВД-НКГБ СССР (до 1934 г. — ОГПУ), внедрённым в организацию под видом активиста ОУН с Советской Украины. Коновалец погиб в Роттердаме (Нидерланды) от взрыва бомбы, замаскированной под коробку конфет, которую за несколько минут до случившегося он получил от «неизвестного человека» в ресторане гостиницы «Атланта». Тайну гибели Коновальца Судоплатов раскрыл лишь после распада СССР.
После гибели Коновальца руководящие функции в ОУН временно взяло на себя так называемое «Узкое руководство» «Провода украинских националистов» (ПУН), или «триумвират» — Ярослав Барановский («Макар»), Омелян Сеник («Грибовский») и Микола Сциборский. Тем временем ситуация в Европе стремительно ухудшалась, указывая на скорую войну. ОУН возлагала на новую войну огромные надежды, намереваясь при поддержке Гитлера получить «Украинское государство». В работе одного из главных военных теоретиков ОУН предвоенного периода Михаила Колодзинского «Украинская военная доктрина», появившейся в 1938 году, заявлялось:

Мы хотим не только обладать украинскими городами, но и топтать вражеские земли, захватывать вражеские столицы, а на их развалинах отдавать салют Украинской Империи … Хотим выиграть войну — великую и жестокую войну, которая сделает нас хозяевами Восточной Европы.

Берлин же разыгрывал «украинскую карту» лишь в интересах дестабилизации ситуации в Польше — речь шла о том, чтобы в нужный момент подтолкнуть украинское население Польши к восстанию против польской власти и направить на территорию Польши обученные отряды украинских националистов, обеспечив их оружием. Возникновение очага нестабильности в украинских регионах могло бы дать Германии повод для широкомасштабного вмешательства.
Длительные споры о преемнике Коновальца между его ближайшими соратниками — Рико Ярым, Ярославом Барановским и Омеляном Сеником — завершились компромиссным решением. 11 сентября 1938 года «Узкое Руководство Украинских Националистов» провозгласило полковника Андрея Мельника, соратника Коновальца по Гражданской войне на Украине и подпольной работе в УВО, лидером ОУН и главой Провода украинских националистов «в соответствии с волей Вождя Евгения Коновальца». Таким образом, Андрей Мельник, который никогда не являлся членом ОУН и после выхода из польской тюрьмы почти на 12 лет фактически отошёл от «революционно-освободительной деятельности», став управляющим владениями митрополита Украинской грекокатолической церкви Шептицкого, возглавил ОУН, УВО и «все организованные структуры Националистического движения». Шептицкий, который ранее конфликтовал с радикалами из Краевой экзекутивы ОУН, одобрил этот выбор, благодаря чему между УГКЦ и ОУН завязалось тесное сотрудничество. Это решение, принятое в узком кругу эмигрантского руководства ОУН, однако, привело в дальнейшем к острому конфликту и расколу организации.

### Трагедия Карпатской Украины
Трения между оуновскими активистами на Западной Украине и эмигрантским руководством усилились осенью 1938 года в связи с подписанием Мюнхенского соглашения и образованием в Чехословакии украинской автономии. Среди активистов КЭ ОУН раздавались призывы к оказанию военной помощи Карпатской Украине в её борьбе против экспансии соседних государств, в частности — Венгрии, однако руководитель ПУНа Мельник, учитывая союзнические отношения Венгрии с Германией, воздерживался от официальной поддержки Карпатской Украины. В этот период многочисленные оуновские добровольцы из польской Восточной Галиции и Волыни нелегально переходили польско-чехословацкую границу и участвовали в создании местного вооружённого ополчения — организации «Карпатская Сечь». Среди них был, в частности, будущий командующий Украинской повстанческой армии — Роман Шухевич. По инициативе последнего, 11 октября во львовском соборе святого Юра были проведены богослужения в честь Карпатской Украины, затем ОУН организовала манифестацию и многотысячное шествие по центру города с антипольскими и антивенгерскими лозунгами. Дело дошло до столкновений с польской полицией и студентами. Боевиками ОУН было осуществлено нападение на венгерское консульство во Львове.
Вскоре, однако, ПУН запретил членам ОУН переходить польско-чехословацкую границу без разрешения Провода, а представитель ПУН в Закарпатье Ярослав Барановский потребовал от оуновцев покинуть Закарпатье. В феврале 1939 на выборах в Сейм Карпатской Украины победила партия «Украинское национальное объединение», активно поддерживаемая ОУН.
События на Карпатской Украине оказали влияние и на ситуацию на Западной Украине — среди оуновских активистов усилились призывы к возобновлению боевых акций и против Польши. Осенью 1938 года в результате внутренней дискуссии было принято решение отстранить Льва Ребета от руководства. КЭ ОУН возглавил Мирослав Тураш, хотя официально он был утверждён ПУНом только в начале 1939 года (в июне 1939 года Тураш пропал без вести при переходе чешско-польской границы, и его сменил Владимир Тымчий). При Тураше в структуре КЭ впервые появилась отдельная референтура Службы безопасности ОУН как орган контрразведки и собственной безопасности организации.
В марте 1939 года в связи с расчленением Чехословакии сейм Карпатской Украины провозгласил независимость. В ответ Венгрия при поддержке Третьего рейха и Польши начала военную интервенцию в Закарпатье. Сопротивление оккупантам пыталась оказать «Карпатская Сечь», но после нескольких дней упорных боёв Закарпатье было захвачено, значительная часть бойцов «Сечи» оказалась в венгерском плену, часть из них была расстреляна.
Кроме того, «сечевики», сдававшиеся полякам, расстреливались на месте, причём выходцы из Галиции, которые задерживались венграми в Закарпатье, передавались польской погранслужбе. Отошедшая в Румынию часть бойцов «Карпатской Сечи» была разоружена, ограблена местным населением и выдана венграм. Так, 18 марта румынские власти передали Венгрии 273 сечевиков и 10 старшин, среди которых 6 человек были членами Генерального штаба. Выжившие «сечевики» содержались в концлагере близ города Ньиредьхаза. Некоторым всё же удалось спастись. Например, Роман Шухевич, оказавшись в Румынии, избежал плена и вскоре смог добраться до Югославии.
Вторжение Венгрии в Карпатскую Украину на некоторое время обострило отношения ОУН и Германии. В этот период даже затормозилось финансирование ОУН Абвером, что не в последнюю очередь было вызвано заключёнными советско-германскими соглашениями. Но сотрудничество не прекратилось. Уже к середине апреля 1939 года Берлину удалось заверить руководство ОУН в неизменности политики Рейха по отношению к украинцам и поддержке их стремления к самостоятельности.

### Подготовка к войне против Польши
Немцы, планируя использовать сечевиков в будущей войне против Польши, дипломатическими путём вызволили из венгерского плена несколько сотен украинских националистов, которых перевели в учебные лагеря Абвера в Кирхендорфе и Гакенштейне (Верхняя Австрия), а потом в рейх вывезли всех интернированных румынами украинцев. Вышедшие из венгерских лагерей оуновцы, а также их товарищи, проживавшие в Европе на легальном положении, в начале июля 1939 года вошли в создающийся Украинский Легион под руководством полковника Романа Сушко и принимали участили в польской кампании. Легион предназначался для разжигания антипольского восстания в Западной Украине перед немецким вторжением в Польшу. Немецкое командование всерьёз рассматривало возможность создания независимого украинского государства на территории Западной Украины.
В подготовке антипольского «украинского восстания» принимали участие различные ведомства Третьего рейха. Наибольшую активность проявляла военная разведка — абвер. В задачи II отдела абвера (занимавшегося диверсиями и психологической войной) входило уничтожение на территории будущего противника важных сырьевых и промышленных объектов, организация терактов, нагнетание атмосферы нестабильности, создание «пятой колонны». ОУН активно включилась в работу немецких спецслужб. В этот период ОУН призывала украинскую молодёжь не уклоняться от службы в польской армии, а попав в армию — держаться вместе.
В течение 1939 года ОУН активизировала боевые акции против польских властей — нападения на полицейских, убийства, поджоги, акты саботажа. Члены ОУН участвовали в организации многочисленных демонстраций, заканчивавшихся вооружёнными стычками с полицией.

### II Большой сбор украинских националистов (мельниковский)
Накопившиеся разногласия внутри руководства ОУН — в частности, по поводу событий в Карпатской Украине — привели к тому, что в мае 1939 года Андрей Мельник объявил о приостановлении своих полномочий до созыва съезда и официальных выборов главы украинских националистов. Фактически с этого момента западноукраинское подполье перестало получать из эмигрантского центра какие-либо указания относительно действий в условиях обостряющейся внешнеполитической ситуации. Инструкций и рекомендаций не поступало и в первые дни и недели после нападения Германии на Польшу.
26-27 августа в Риме состоялся II Большой сбор украинских националистов (укр. II ВЗУН). В съезде приняло участие не более тридцати человек, из них лишь четыре представителя западноукраинского подполья.
На съезде были подтверждены полномочия Мельника, который был официально избран новым главой организации. Были утверждены новая политическая программа (основной автор — Микола Сциборский) и Устав организации. ОУН заявила о своей монополии на идеологию и организацию политической жизни в будущей «Украинской Суверенной Соборной Державе», построение которой планировалось на началах нациократии под единоначалием ОУН. В программе 1939 года эта идея формулировалась достаточно чётко и безапелляционно: «Существование политических партий будет запрещено законом. Единственной формой политической организации населения Государства будет ОУН — как основание государственного строя, фактор национального воспитания и организации общественной жизни». ОУН провозглашалась орденом лучших, элитой нации.
Как отмечает Г. В. Касьянов, программа 1939 года принималась в условиях явного обострения противоречий между Проводом украинских националистов и Краевой экзекутивой, что заставило эмигрантских деятелей позаботиться о формальной легитимизации позиций Мельника как преемника Коновальца. Очевидно, с этой целью принцип вождизма был доведён до абсолюта. Председатель ПУНа также провозглашался «Вождём Нации», который несёт ответственность за свои действия «перед Богом, Нацией и собственной совестью». Только ему предоставлялось право созывать Большой Сбор ОУН, назначать членов Провода, утверждать решения Больших Сборов.
Некоторые организационные меры, предпринятые Мельником (в частности, попытка отстранения Рико Ярого от активной деятельности и лишения его посреднической роли в контактах с немецкими властями), создали почву для будущего конфликта в руководстве ОУН. Как писал позднее один из лидеров ОУН Микола Капустянский, член ПУН с 1929 года, «полковник Мельник реформирует наше политическое представительство в Германии, которое возглавляет сотник Рико Яры, требует подробного отчёта от него о распоряжении суммами, которые были собраны за океаном… Всё это, а также неназначение в президиум сотника Яры вызывало со стороны этого… слишком амбициозного человека большое недовольство. Яры нам в кулуарах с возмущением бросил: „Ну, теперь будет война!“ С того времени он и начал создавать оппозицию, и, та, опираясь на немецкие факторы, довела до раскола в ОУН».
 Основная статья: Большой Сбор ОУН

### Польская кампания
С нападением Германии на Польшу 1 сентября 1939 года началась Вторая мировая война в Европе.
Незадолго до начала войны Германия приостановила организацию антипольского восстания ОУН из-за пакта Молотова — Риббентропа. СССР не хотел никаких действий украинцев на территории, находящейся в его «зоне интересов», а Третий Рейх не хотел портить отношения с новым союзником. Кроме того, в ночь с 1 на 2 сентября 1939 года в рамках запланированных арестов на случай войны польская полиция задержала несколько тысяч украинцев, подозреваемых в связях с националистическими организациями.
11 сентября началось вторжение войск Вермахта вглубь Восточной Малопольши (через Самбор). В ряде городов Прикарпатья это стало знаком к началу антипольских выступлений. В ночь с 12 на 13 сентября началось восстание в Стрые. Перед рассветом город был захвачен вооружёнными отрядами ОУН (общим количеством 500—700 человек). 12—16 сентября состоялись организованные оуновцами антипольские вооружённые выступления в Дрогобыче, Стрые, Бориславе, Калуше, Трускавце, Долине, Подгорцах и других.
В течение следующих дней вооружённые выступления украинских националистов происходили практически в каждом уезде, находившийся к востоку от Буга. Поступали сообщения о создании Украинских отрядов милиции, члены которых носили на рукавах жёлто-голубые повязки. В общем эти выступления не приобрели массовый характер, их легко и быстро подавляли польские военные подразделения и хорошо организованные отряды государственной полиции, но они в целом уменьшали обороноспособность поляков и способствовали продвижению частей Вермахта на восток. Всего было пленено более 2,5 тысяч поляков. Некоторые пленённые оуновцами польские солдаты были убиты, остальные разоружались и передавались немцам.
В состав немецко-словацкой группировки, наносившей удар на Польшу со словацкой территории, вошли «Военные отряды националистов», действовавшие в качестве вспомогательного подразделения. Согласно первоначальным планам, «Украинский легион» готовился к проведению диверсий, ведению разведывательной и пропагандистской деятельности в тылу польских войск и организации вооружённых выступлений украинских националистов на Волыни и в Восточной Малопольше, что должно было сковать часть польской армии. Подписание в августе 1939 года Договора о ненападении между Германией и Советским Союзом и вступление советских войск на территорию Польши в середине сентября привело к тому, что эти планы оказались нереализованными. Высказываются даже предположения, что Германия шантажировала советское руководство возможностью появления некоего украинского государства у его западной границы как альтернативы Советской Украине и что именно перспектива возникновения «украинской державы» под протекторатом Германии стала одной из причин, побудившей СССР ввести войска на территорию Западной Украины и Западной Белоруссии. Как бы то ни было, по завершении немецкого вторжения «Украинский легион» был расформирован, а его члены прошли переподготовку для службы в так называемой «украинской полиции» на оккупированных немцами территориях. Вооружённые выступления украинских националистов, которые всё же произошли в ряде мест в тылу польской армии, не получили широкого размаха.
12 сентября, в период боёв за Варшаву, на специальном совещании в поезде Гитлера обсуждались вопросы, касающиеся судьбы Польши и её украинского населения. Согласно планам Гитлера, на границе с СССР необходимо было создать «государства-прокладки» между «Азией» и «Западом» — лояльные Германии Украину (на территории Восточной Галиции и Западной Волыни) и Литву (включая Виленский край). На основании политических указаний рейхсминистра иностранных дел фон Риббентропа начальник штаба Верховного главнокомандования вермахта Кейтель поставил начальнику абвера Канарису задачу поднять восстание в украинской части Польши при помощи украинских националистов, провоцируя «восставших на уничтожение поляков и евреев» Результатом этих указаний стал так называемый «Меморандум Канариса от 12 сентября 1939 года», представленный в материалах Нюрнбергского трибунала как документ 3047-ps.
Позднее Канарис и Лахузен встретились с Мельником в Вене, где обговаривался вариант провозглашения независимой Западной Украины на границе с СССР, хотя и указывалось, что в данный момент с Москвой ведутся активные переговоры относительно будущего польских территорий. Мельник на основе полученных указаний успел даже подготовить список будущего правительства, но начало «освободительного похода» РККА не дало сбыться этим планам. Вся подготовка к восстанию была приостановлена, и 23 сентября Гитлер издал приказ, по которому украинцам запрещалось переходить через немецко-советскую демаркационную линию, то есть уходить с территории, занятой Красной армией.

## ОУН против СССР

### Осень 1939 года. Крах польского государства
Благодаря общей неразберихе, вызванной нападением Германии на Польшу, находившиеся в польских тюрьмах Степан Бандера и другие лидеры Краевой экзекутивы ОУН к середине сентября 1939 года смогли покинуть места заключения.
Сентябрь 1939 года радикально изменил ситуацию в Центральной и Восточной Европе — и, соответственно, обстановку, в которой предстояло действовать ОУН. Потребовалось пересматривать стратегию и тактику, формы и методы деятельности организации. По словам самих деятелей украинского националистического подполья, перед ними открылся практически неведомый ранее фронт борьбы против «одного оккупанта Украины — большевистской Москвы». При этом они признавали, что советская Украина, объединившая все западные этнически украинские регионы (за исключением Закарпатья), оказалась «не такой, какой они хотели бы её видеть…, не склонной к взрыву…».
Договором о дружбе и границе между СССР и Германией от 28 сентября 1939 года была установлена граница между «сферами интересов» этих государств на территории Польши по линии рек Сан, Солокия и Западный Буг. Этнически украинские земли почти полностью оказались под контролем Красной армии, за исключением Лемковщины, левобережного Надсанья, Холмщины и Подляшья. На этой территории проживало около 1,2 миллиона человек, в том числе 500 тыс. украинцев — греко-католиков и православных, а также более 200 тыс. украинцев-католиков. 12 октября Гитлер своим декретом провозгласил оккупированные немецкими войсками территории бывшей Польши Генерал-губернаторством.
Хотя вступление Красной Армии на территорию Западной Украины оказалось неожиданным для националистического подполья (при этом несколько тысяч активистов ОУН перешли на территорию Генерал-губернаторства), ОУН вскоре удалось преодолеть первую растерянность своего руководства. По оценкам современных украинских историков, на конец 1939 года в западных областях Украинской ССР насчитывалось 8—9 тыс. членов ОУН (максимум 12 тыс., если считать всех активно сочувствующих националистическим идеям).
Во Львове Степан Бандера прожил две недели в обстановке строгой конспирации. За это время ему удалось пообщаться с местным активом ОУН и иерархами УГКЦ. Многие члены ОУН, в том числе краевой проводник Владимир Тымчий («Лопатинский»), поддержали планы Бандеры, касающиеся дальнейшей деятельности организации и предусматривающие расширение сети ОУН на всю территорию УССР и начало борьбы против советских властей на Украине. Бандера утверждает в автобиографии, что он намеревался остаться на советской территории, но по указанию руководства и по настоянию товарищей покинул Львов и во второй половине октября совместно с братом Василием, вернувшимся из Берёзы-Картузской, и ещё четырьмя оуновцами пересёк советско-немецкую демаркационную линию и отправился в Краков. Здесь он активно включился в деятельность ОУН, продолжая отстаивать идею её реорганизации.
В ноябре Бандера отправился в Словакию под видом лечения ревматизма, обострившегося в период заключения. За две недели, проведённые здесь, Бандера принял участие в нескольких совещаниях актива ОУН, в ходе которых фактически сложилось ядро оппозиции существующему составу ПУНа. Содействие ему в этот период оказал Рико Ярый, который лично отобрал более сотни будущих бандеровцев из числа оуновских активистов, перебравшихся на территорию Генерал-губернаторства, и собрал их в отеле «Люкс» в словацком курортном местечке Пищаны. Именно здесь обсуждались накопившиеся претензии подпольщиков Западной Украины к эмигрантскому руководству ОУН.
Из Словакии Бандера уехал в Вену, где функционировал крупный заграничный центр организации. В Кракове и позднее в Словакии Бандера смог получить существенную поддержку среди активистов-подпольщиков Западной Украины и Закарпатья, а также некоторых представителей руководства ОУН, проживавших в эмиграции в Германии, Словакии и Австрии и сохранявших непосредственную связь с подпольем. В ноябре 1939 года Бандера получил от Андрея Мельника приглашение на аудиенцию в Риме, однако, как впоследствии утверждали сторонники Мельника, Рико Ярый, который должен был организовать поездку, всячески её затягивал, и поездка состоялась лишь в середине января следующего года, после того, как в Вену приехал краевой проводник Владимир Тымчий.
Точки зрения Мельника и Бандеры на стратегию украинского националистического движения существенно расходились. Бандера считал необходимым полагаться в первую очередь на собственные силы, поскольку в существовании самостоятельной Украины, по его убеждению, не была заинтересована ни одна западная держава. Возможный союз с Германией он и его сторонники рассматривали как исключительно временный. Бандера и его сторонники считали, что ОУН в своей деятельности должна исходить из внутренней ситуации в СССР и, прежде всего, на самой Украине, и не обязана согласовывать свои планы с кем бы то ни было — а наоборот, должна быть готова к началу массовой партизанской войны, невзирая на внешнеполитическую ситуацию. По словам Ивана Йовика, Бандера выступал «за то, чтобы провозгласить Украинское самостоятельное государство, поставив немцев перед фактом». Мельник, напротив, считал, что ставку следует делать на нацистскую Германию и её военные планы (и поэтому выступал против создания вооружённого националистического подполья на Украине). Мельник и его ближайшее окружение в ПУН не видели возможностей организации успешного вооружённого выступления на Украине, считая необходимым вывести как можно больше членов ОУН в Генерал-губернаторство, а тем, кто в условиях глубокой конспирации останется на советской Украине, должна быть поставлена задача агитационно-пропагандистской работы и подготовки к диверсиям и местным вооружённым выступлениям только на случай начала войны. Мельник планировал организовать обучение основной ударной силы оуновцев под руководством немецких инструкторов на территории Генерал-губернаторства, а при нападении Германии на СССР использовать их в «борьбе с большевизмом» в качестве союзной вермахту украинской армии. С этой целью в Кракове было создано и вело активную работу украинско-германское военное бюро под руководством полковника Романа Сушко.
Бандера, представлявший, в противовес давним эмигрантам, радикально настроенную «революционную молодёжь», принимавшую участие в реальной подпольной работе против польского государства, и только что освободившихся из тюрем руководителей Краевой экзекутивы на Западноукраинских землях (ЗУЗ), обвинял ПУН в безынициативности и слабоволии, требуя от руководства немедленной разработки подробных инструкций по организации восстания на Украине. По мнению Бандеры и его сторонников, такое восстание могло поколебать сами основы Советской власти, по крайней мере на Западной Украине, продемонстрировать всему миру стремление украинского народа к независимости, а самое важное — создать нестабильность на восточных рубежах Третьего рейха и принудить Германию к вмешательству — другими словами, речь шла о попытке спровоцировать Германию на войну против СССР.
Бандера и его сторонники считали необходимым организовать работу в четырёх направлениях:
- подготовка и организация восстания на территории УССР;
- формирование украинских войсковых подразделений за пределами УССР;
- всеобщее военное обучение оуновцев на территории Генерал-губернаторства и
- снабжение повстанцев на Украине кадрами, планами, инструкциями, картами, пособиями и пр.[52]

Исходя из собственного видения ситуации на Украине и не согласовав свои действия с ПУНом, краковский центр (осередок) ОУН ещё в начале декабря 1939 года направил на Украину курьера с приказом Львовскому окружному проводу провести мобилизацию членов ОУН на ЗУЗ, собрать всё имеющееся оружие, полностью перестроить организационную структуру, назначить низовых руководителей, очистить ОУН от «политически ненадёжных элементов» и быть в постоянной боевой готовности. Связной был, однако, задержан на границе, что привело к ряду арестов среди руководителей ОУН на Западной Украине, а также к засылке советской агентуры в краковский центр ОУН. Десяткам низовых руководителей ОУН, скрываясь от арестов, пришлось бежать в Генерал-губернаторство. Случившееся ещё более обострило отношения между ПУНом и сторонниками Бандеры. Руководство ПУНа, не считаясь со мнением большинства членов Краевой экзекутивы, в январе 1940 издало директиву, обязывающую низовые организации ОУН воздерживаться от активных действий, ожидая в условиях глубокой конспирации войны между Германией и СССР.

### Раскол в ОУН. Бандера — лидер Революционного провода ОУН
В январе 1940 года Бандера и Тымчий приехали в Италию. Как отмечал американский историк Джон Армстронг, содержание требований, которые они выдвинули официальному лидеру ОУН, точно неизвестно, так как каждая из сторон позднее озвучивала свою версию. Сторонники Бандеры утверждали, что Мельнику было предложено перенести штаб ОУН в нейтральную страну (Швейцарию) и наладить сотрудничество с западными странами, противостоявшими Германии, в целях формирования легиона из украинских националистов, проживающих во Франции, для помощи Финляндии, которая в тот период находилась в состоянии войны с СССР. Бандера и Тымчий также потребовали от Мельника изменить состав Провода украинских националистов, а именно убрать Ярослава Барановского, Николая Сциборского и Емельяна Сеника, которых Бандера обвинял в сотрудничестве с польской разведкой, на что Мельник ответил отказом. Переговоры Бандеры и Мельника не привели к урегулированию разногласий. Более того, подозрения в предательстве, ранее относившиеся к ближайшему окружению Мельника, теперь коснулись и его самого.
10 февраля собравшиеся в Кракове двадцать семь проводников Краевой экзекутивы ОУН единогласно признали своим лидером Степана Бандеру. Объявив себя законным наследником Коновальца на посту главы организации, Бандера сформировал новый руководящий орган ОУН — Революционный Провод (укр. Революційний Провід). В него вошли ближайшие единомышленники Бандеры: Ярослав Стецько, Степан Ленкавский, Микола Лебедь, Роман Шухевич и Василий Охримович. Тогда же было принято решение о создании собственной службы безопасности (СБ ОУН(б)), которую возглавил Микола Лебедь. Именно она в дальнейшем взяла на себя слежку за лидерами мельниковцев и приведение в исполнение выносимых им смертных приговоров.
Формальным поводом для создания РП ОУН стало «неудовлетворительное руководство и отказ от националистических методов работы». Претензии были оформлены в виде «Акта от 10 февраля 1940 года». Бандера и его сторонники объявили Мельника неспособным возглавлять «национальную борьбу за независимость Украины», обвинив его в потворстве провокаторам, медлительности и неумении использовать ситуацию для ведения активной борьбы против СССР, а также запретили его сторонникам проводить какие бы то ни было акции от имени ОУН.
5 апреля Бандера вновь встретился с Мельником в Риме, проинформировал его о деятельности Революционного Провода и потребовал передачи ему руководства организацией на основании «Акта от 10 февраля», однако Мельник отказался и 6-7 апреля письменно уведомил Бандеру, что сам Бандера и Ярослав Стецько должны будут предстать перед Главным революционным трибуналом ОУН. Бандера, в свою очередь, заявил о снятии с Мельника всех полномочий и объявил ПУН вне закона. 8 апреля Мельник распространил обращение, в котором обвинил Бандеру и Стецько в заранее спланированном расколе организации. Раскол ОУН фактически завершил затянувшийся на долгие годы конфликт между эмигрантским руководством и молодыми активистами, участвовавшими в непосредственной подпольной работе на территории Западной Украины, — конфликт, который удавалось сглаживать лишь благодаря авторитету создателя и руководителя УВО и ОУН Евгения Коновальца.
«Бандеровцы, — писала впоследствии деятельница ОУН Мария Савчин, — сумели в подавляющем большинстве охватить молодой элемент». Какой-либо специфической идеологической подоплёки раскол не имел — в центре конфликта были вопросы тактики и противоречия между «Краем» и эмиграцией. Раскол легитимизировал реальное положение дел: две практически автономные организации, разлад между которыми усугублялся спором «практиков» и «теоретиков» и приобретал черты конфликта поколений, получили окончательную самостоятельность.
Высказывалось мнение, что раскол в ОУН мог быть инспирирован немецкими спецслужбами и являлся отражением конфликта между абвером, «взявшим под своё крыло» бандеровское движение и использовавшим его как в разведывательных, так и диверсионно-террористических целях, — и РСХА (гестапо), работавшим с мельниковцами. Это условное разделение, однако, не мешало гестапо пользоваться услугами бандеровцев, а абверу — услугами мельниковцев.
Разногласия между бандеровцами и мельниковцами в момент раскола не носили идеологического характера. Тем более не существовало тогда между ними разницы во взглядах на то, какой должна быть политика Украины по отношению к национальным меньшинствам, что представляет собой украинская нация и т. д. Главный идеолог ОУН(б) Степан Ленкавский утверждал, что между бандеровцами и мельниковцами не существует идеологических различий, а имеются лишь расхождения в тактике, а также проблема личных отношений между лидерами (проводниками).
13 августа 1940 года, после длительных и безуспешных попыток привлечь «отступников и раскольников» к ответственности, ПУН издал призыв ко всем националистам «отмежеваться от диверсии Бандеры». В Кракове прошло несколько заседаний Революционного трибунала, организованного ПУН, где стороны вновь обменялись взаимными обвинениями в предательстве целей и задач организации. Итогом стало заочное осуждение Бандеры на смертную казнь, которая сразу же была заменена исключением его из ОУН. Впрочем, Мельник «разрешил Бандере смыть с себя позор раскаянием и борьбой в антибольшевистском подполье». Конец лета — начало осени 1940 года принято считать периодом фактического окончания процесса раздела ОУН на две фракции — под руководством Бандеры (ОУН(б)) и Мельника (ОУН(м)). Борьба между бандеровцами и мельниковцами велась прежде всего за право возглавить националистическую эмиграцию и выступать перед германскими властями в качестве единственного представителя «украинского движения» и претендента на финансирование. В ходе этой борьбы обе фракции по указанию руководителей осуществляли убийства своих бывших единомышленников, захватывали друг у друга помещения, транспорт и т. п. По неполным данным, в междоусобной борьбе накануне нападения Германии на СССР было убито около 400 мельниковцев и до 200 бандеровцев.
Окончательное размежевание между двумя фракциями оформилось в апреле 1941 года, когда сторонники Бандеры провели в Кракове свой собственный II Большой Сбор украинских националистов, на котором результаты римского II Большого Сбора 1939 года были объявлены недействительными, а сам Мельник и его сторонники — диверсантами и вредителями. Новым вождём ОУН был объявлен Степан Бандера. С этого момента идёт отсчёт существования двух враждебных друг другу организаций украинских националистов, каждая из которых претендовала на то, что только она является единственно верной.

### ОУНовское подполье в оккупированной СССР Западной Украине
С начала 1940 года Бандера строил своё руководство западноукраинским подпольем, исходя из собственного понимания ситуации. В начале января было принято решение существенно укрепить кадры подполья. С этой целью из наиболее обученных в военном отношении и готовых к нелегальной работе членов ОУН формировались ударные группы, которым ставилась задача возглавить подполье, сформировать повстанческие и диверсионные отряды на местах. Уже к марту на территорию УССР перешло несколько таких групп. На заседании Революционного провода ОУН было решено подготовить силы к началу национального восстания на территории Львовской и Волынской областей в мае 1940 года, однако советские органы госбезопасности, обеспокоенные агентурными сообщениями о подготовке восстания, произвели массовые аресты подозреваемых в причастности к подполью. Наиболее серьёзные удары были нанесены в конце марта — начале апреля по подполью Львова, Тернопольской, Ровенской и Волынской областей. Одиннадцать арестованных руководителей ОУН(б) предстали 29 октября 1940 года перед открытым судом во Львове. Десятерых из них приговорили к смертной казни. Приговор привели в исполнение 20 февраля 1941 года.
В связи со срывом первоначальных планов восстание было перенесено на сентябрь-октябрь 1940 года, однако в конце августа — начале сентября по националистическому подполью был нанесён очередной удар. В руки НКВД попал связной краковского центра ОУН(б), у которого были найдены подробные инструкции для Краевой экзекутивы, из которых стало понятно, что бандеровцы планируют восстание на осень. НКВД удалось получить сведения о руководстве подполья и местоположении секретных складов с оружием и боеприпасами. Это позволило раскрыть 96 националистических групп и низовых организаций, при ликвидации которых было арестовано 1108 подпольщиков, захвачено 2070 винтовок, 43 пулемёта, 600 пистолетов, 80 тыс. патронов и пр. Краковское руководство ОУН(б) в ответ приказало усилить конспирацию, отстранить от подпольной работы всех, кто попал в «поле зрения НКВД», перебросить всех нелегалов в Генерал-губернаторство, а работу продолжать лишь силами легализованных членов ОУН, соблюдая абсолютную конспирацию. Такими жёсткими мерами руководство ОУН(б) пыталось сохранить организацию до весны 1941 года
В конце декабря 1940 г. НКВД начал операцию «по окончательной ликвидации оуновского подполья». Зимой 1940—1941 годов главный удар был нанесён по подполью Львовской, Станиславской, Дрогобычской областных и Владимир-Волынской окружной организаций. Всего лишь за два дня — 21—22 декабря 1940 года — органами госбезопасности были арестованы 996 бандеровцев. В этих условиях многие отряды оуновцев пытались прорываться за кордон, на немецкую и венгерскую территорию. Захваченных бандеровцев ожидали жестокие наказания — смертная казнь, каторга, ссылка.
15-19 января 1941 года во Львове состоялся «Процесс пятидесяти девяти». Большая часть обвиняемых бандеровцев была приговорена к высшей мере наказания, но некоторым удалось спастись. Среди них был и будущий организатор и первый руководитель УПА Дмитрий Клячкивский. Ему смертный приговор был заменён 10 годами заключения. После нападения Германии на СССР ему удалось бежать из тюрьмы. Согласно обвинительному заключению «Процесса пятидесяти девяти», в ходе подготовки к восстанию активистами ОУН «составлялись так называемые „чёрные списки“, в которые включались советско-партийные работники, командиры РККА, сотрудники НКВД, лица, прибывшие из восточных областей УССР, а также национальные меньшинства, которые согласно плану, подлежали физическому уничтожению в момент восстания».

### Подготовка к войне против СССР
Тем временем на территории Генерал-губернаторства сотни оуновцев проходили интенсивное обучение военному делу, готовясь к подрывной деятельности и партизанской войне. Военную подготовку в этот период прошли и сами члены Революционного провода, включая Бандеру. Для украинской молодёжи были созданы многочисленные школы начальной воинской подготовки. После их прохождения молодых людей, проявлявших способности к обучению и организаторской работе, отбирали на специальные трёхмесячные курсы под Краковом, в Закопане (пансионат «Стамари»), где готовили кадры для службы безопасности ОУН(б). Здесь слушатели получали основные знания по всем военным дисциплинам, идеологии национализма, геополитике, организации подпольной работы, пропаганды и агитации, разведки и контрразведки, основные сведения о системе государственного управления СССР, структуре советских органов безопасности и Красной Армии. Для оуновцев, имевших военные звания, в Кракове действовали специальные штабные курсы.
В предвоенный период продолжилось и укрепилось многолетнее сотрудничество украинских националистов с германской военной разведкой — абвером. Снабжая абвер развединформацией о СССР, ОУН поставляла кандидатов на обучение в различных военизированных формированиях и полицейских школах в Перемышле и Хелме (здесь готовились полицейские кадры для будущего оккупационного аппарата на Украине), в специальном учебном лагере абвера в Закопане, военно-тренировочном центре Квинцгуте и др.
Ещё в 1940 году при «Абверштелле Краков» была организована школа по подготовке разведчиков и диверсантов для работы на советской территории из украинцев — членов ОУН. Школа имела четыре лагеря (отделения), размещавшиеся в местечках Криница, Дукла, Барвинек и Каменица. После окончания школы агенты направлялись на дополнительные четырёхнедельные курсы при соединении «Бранденбург 800» в Аленцзее, а затем перебрасывались с заданиями на советскую территорию через пункты абвера в Венгрии и Словакии.
Предвидя скорый военный конфликт между СССР и нацистской Германией, ОУН(б) сформировала три походные группы в центральные, восточные и южные области УССР для организационно-пропагандистской работы, активизировала антисоветское подполье. Как докладывал Бандере летом 1941 года краевой проводник ОУН на северо-западных украинских землях Иван Климов («Легенда»), лишь в семи западных областях УССР, по неполным данным, действовало 3300 ячеек ОУН общей численностью до 20 тыс. членов.
25 февраля 1941 года с санкции руководителя абвера Вильгельма Канариса началось формирование так называемых Дружин украинских националистов (ДУН), состоявших из групп «Север» (командир Роман Шухевич) и «Юг» (командир Рихард Ярый), которые в документах абвера именовались «Специальное подразделение „Нахтигаль“» (нем. «Nachtigal» — «Соловей») и «Организация Роланд» (нем. «Roland») и входили в состав полка абвера «Бранденбург-800», который подчинялся руководителю Отдела II (Абвер-II, «диверсии и психологическая война»). Подготовка проходила в районе озера Химзее (Кимзе) (Бавария).
Несмотря на то, что ОУН позиционировала Дружины украинских националистов как орудие борьбы «против большевистской Москвы» и за «восстановление и защиту независимой соборной Украинской державы», их создание фактически стало результатом сотрудничества украинских националистов с нацистами. Впоследствии Бандера оправдывал это обстоятельство необходимостью «закрепления свободы и положения Украины» и писал, что «Украина готова (…) поставить на фронт против Москвы своё войско в союзе с Германией, если последняя подтвердит государственную независимость Украины и будет официально считать её союзником». Руководство ОУН(б) планировало, что с началом советско-германского конфликта Дружины украинских националистов станут ядром самостоятельной национальной армии, тогда как немцы рассчитывали на использование украинских формирований в своих целях.
Заместитель начальника Отдела II абвера подполковник Э. Штольце в своих показаниях, которые были включены Нюрнбергским трибуналом в эпизод «Агрессия против СССР», заявлял, что лично отдавал указания Мельнику и Бандере «организовать сразу же после нападения Германии на Советский Союз провокационные выступления на Украине с целью подрыва ближайшего тыла советских войск, а также для того, чтобы убедить международное общественное мнение в происходящем якобы разложении советского тыла».
Имеются сведения о встрече Бандеры с руководителем абвера адмиралом Канарисом. Как следует из воспоминаний Я. Стецько, эту встречу незадолго до войны организовал Рико Ярый. В ходе встречи Бандера, по словам Стецько, «очень чётко и ясно представил украинские позиции, найдя определённое понимание… у адмирала, который обещал поддержку украинской политической концепции, полагая, что лишь при её осуществлении возможна победа немцев над Россией». Сам Бандера утверждал, что на встрече с Канарисом в основном обсуждались условия обучения украинских добровольческих подразделений при вермахте.
Весной 1941 года с территории Генерал-губернаторства вновь началась переброска в Украинскую ССР хорошо обученных руководящих кадров ОУН с целью подготовки восстания. Резко возросла активность националистического подполья — было осуществлено более ста убийств и покушений на советских работников, сотрудников НКВД, распространялись листовки, возросли случаи саботажа и диверсий, усилилась разведывательная активность. Поступающие данные о частях Красной Армии и внутренних войск НКВД, их вооружении, дислокации, численности, командном составе, местах проживания семей командиров, военных объектах и возможностях для диверсий использовались самим краковским центром и передавались германской разведке в качестве оплаты за материально-техническое оснащение и финансовую помощь. В этот период Революционный провод получил от абвера 2,5 млн марок на ведение подрывной работы против СССР, использованные бандеровцами в основном на снаряжение для своих походных групп. Одновременно была усилена контрразведывательная работа службы безопасности ОУН(б) по выявлению агентов советских органов госбезопасности. Подразделения СБ были созданы на всех уровнях управления, а в каждой низовой ячейке имелись свои тайные осведомители СБ. Всех членов ОУН(б) привели к присяге на верность Украине и Организации.

### II Большой Сбор ОУН (бандеровский)
Активизации оуновского подполья на территории Украинской ССР способствовало проведение в Кракове бандеровского II Большого Сбора украинских националистов, одобрившего новые инструкции по действиям подпольных ячеек ОУН. Только в апреле в результате действий оуновских групп погибли 38 советских и партийных работников, были осуществлены десятки диверсий на транспорте, промышленных и сельскохозяйственных предприятиях.
Лидером (проводником) ОУН был избран Степан Бандера, заместителем — Ярослав Стецько. Решения римского II Большого Сбора были отменены, был заявлен курс на углубление взаимодействия со странами-агрессорами во Второй мировой войне (Германией, Италией и Японией). Международная обстановка, в которой проводился съезд, была совершенно иной, нежели в августе 1939 года, когда Андрей Мельник был утверждён главой ОУН, — Польша была уничтожена, были захвачены Дания и Норвегия, Германия и её союзники контролировали практически всю континентальную часть Западной Европы и готовились к войне на Восточном фронте. В постановлениях бандеровского съезда было заявлено, что ОУН намерена использовать предстоящую войну (между Германией и СССР) для борьбы за самостоятельное украинское государство. В связи с этим членам ОУН было дано указание не ввязываться в прямые столкновения, а выжидать и заниматься исключительно саботажем, диверсиями и вредительством, инспирируя разложение и хаос в советском тылу. Вопрос о том, на чьей стороне будет выступать ОУН, был решён однозначно: «Державы, которые ведут борьбу с Москвой и не относятся враждебно к Украине, мы рассматриваем как естественных союзников. Платформой длительных союзнических отношений может быть совместная борьба против большевистской Москвы».
В решениях съезда прослеживались явные антисемитские мотивы — там, где речь шла о евреях как «опоре московско-большевистского режима»:
Евреи в СССР являются преданнейшей опорой господствующего большевистского режима и авангардом московского империализма на Украине. Московско-большевистское правительство использует антиеврейские настроения украинских масс, чтобы отвлечь их внимание от действительной причины бед и чтобы во время восстания направить их на еврейские погромы. Организация украинских националистов борется с евреями как с опорой московско-большевистского режима, одновременно разъясняя народным массам, что Москва — это главный враг.

В базовом документе ОУН(б) — принятой после Съезда инструкции «Борьба и деятельность ОУН во время войны» — декларировалось:
Во времена хаоса и смуты можно позволить себе ликвидацию нежелательных польских, московских и еврейских деятелей, особенно сторонников большевистско-московского империализма; национальные меньшинства делятся на: а) лояльные нам, собственно члены всех ещё угнетённых народов; б) враждебные нам — москали, поляки и евреи. а) имеют одинаковые права с украинцами…, б) уничтожать в борьбе, в частности тех, которые будут защищать режим: переселять в их земли, уничтожать, главным образом интеллигенцию, которую нельзя допускать ни в какие руководящие органы, вообще сделать невозможным «производство» интеллигенции, доступ к школам и т. п. Руководителей уничтожать… Ассимиляция евреев исключается.
В разделе «Отношение к немецкой армии» указывалось, что немецкие войска необходимо рассматривать как войска союзников и использовать их успехи для создания собственного государственного устройства, причём часть организационного актива ОУН необходимо присоединить к немецким войскам для работы на Центральной и Восточной Украине.
На съезде было заявлено, что ОУН выступает как против коммунизма, так и против капитализма и других мировоззрений и систем, «ослабляющих» народ, при этом фашизм в число подобных общественно-политических систем не входил. ОУН(б) выступила и против «оппортунистических партий», к которым бандеровцы относили гетманцев, эсеров, ундистов, радикалов, клерикалов, а также «мелкобуржуазную группу попутчиков национализма Андрея Мельника», раскалывающих «однородный фронт борьбы украинского национализма» и делающих ставку на внешние силы. Было заявлено о намерении провозгласить самостоятельное Украинское государство на всей украинской территории, а не только на Западной Украине.
В отношении колхозов позиция украинских националистов была двоякой. ОУН(б) отрицала колхозы как форму хозяйственного устройства и выступала против них, в то же время предполагалось, что отказ от колхозов должен происходить постепенно, чтобы это не привело к «разрушению хозяйственной жизни». В документах съезда содержались призывы к украинцам, проживающим за пределами украинских этнографических территорий, присоединиться к борьбе против «московского империализма» в местах своего проживания.

### ОУН во время начала вторжения в СССР
С апреля 1941 года националистическим подпольем на Западной Украине руководил Иван Клымив («Легенда»). По данным Краевой экзекутивы, местные организации ОУН насчитывали не менее 12 тыс. членов. Все они были разделены на отряды и группы, действовавшие по мобилизационным планам. Оуновцы-нелегалы в основном базировались в труднодоступной местности. Часть членов ОУН, легализовавшихся в советских органах, на предприятиях и в учреждениях, имели персональные задания на случай начала войны — саботаж, распространение панических слухов, антисоветская агитация.
Перед началом войны основные силы РККА были сконцентрированы в районе Львова, поскольку ожидалось, что именно здесь немцы нанесут свой удар. На самом деле основной удар в полосе действий группы армий «Юг» был нанесён утром 22 июня в 100 км к северу — 6-я армия из района Люблина наступала через Волынскую область в направлении города Ровно, а 1-я танковая группа генерала фон Клейста — из района польского города Томашув-Любельский вдоль «Сокальского кордона», то есть через северные районы Львовской и юг Волынской области — в направлении г. Дубно.
С самого первого дня военных действий вооружённые группы ОУН развернули активную диверсионно-партизанскую войну в непосредственном тылу обороняющейся Красной армии. Согласно донесениям органов НКВД, в эти дни «диверсионно-террористические банды разрушали коммуникации в тылу советских войск, препятствовали эвакуации людей и материальных ценностей, наводили световыми сигналами вражеские самолёты на важные объекты, убивали партийных и советских работников, представителей правоохранительных органов. Переодетые в красноармейскую форму, оуновские банды нападали с тыла на мелкие подразделения и штабы Красной армии, обстреливали их с чердаков домов и заранее оборудованных огневых пунктов». Националисты устраивали засады на отдельные группы бойцов, уничтожали их, добывая таким образом себе оружие. В первую очередь уничтожали командный состав, зачастую предлагая рядовым-украинцам переходить на свою сторону. Многие местные жители, мобилизованные в РККА, сами дезертировали и переходили к оуновцам. С приходом немецких войск местное население активно помогало им в преследовании попавших в окружение красноармейцев.
Были осуществлены вооружённые нападения на тюрьмы НКВД в Бережанах, Львове, Золочеве, Кременце, Самборе, Луцке и других городах. Например, из львовской тюрьмы № 1 были освобождены 300 заключённых. Бережанскую тюрьму пытались взять штурмом трижды в течение одних суток (26 июня). В Луцкой тюрьме в первый день войны арестованные оуновцы сами подняли бунт, который подавили войска НКВД, после чего 200 заключённых были расстреляны.
Оуновские отряды нападали на пограничные заставы, перерезали линии связи, обстреливали из засад войсковые колонны, захватывали населённые пункты, удерживая их до подхода передовых колонн немецкой армии, или штурмовали их совместно с немцами. В населённых пунктах, находившихся дальше от линии фронта, националисты распространяли листовки с призывами уклоняться от мобилизации и не помогать Красной армии, сотрудничать с немцами и не верить «большевистской пропаганде»: «Не верьте брехне красных комиссаров и продавшихся шкур („запроданців“) про грабежи, резню, аресты со стороны немецкой армии. Немецкая армия — наикультурнейшая армия мира. Она не против создания Украинского государства и власти украинских крестьян, работников, интеллигенции».
По мере того, как линия фронта уходила на восток, оуновские отряды в ряде мест переформировывались в «народную милицию». Так, 25 июня Ярослав Стецько в своём письме-отчёте Бандере писал: «создаём милицию, которая поможет евреев устранять». В инструкциях СБ ОУН разъяснялось, что «народная милиция» будет представлять собой временный орган государственной безопасности. «Народную милицию» должен был возглавить комендант из числа видных националистов. Местные органы «народной милиции» должны были регистрировать всех граждан, прибывших в тот или иной населённый пункт после 17 сентября 1939 года (дата начала ввода РККА на Западную Украину), а также всех евреев. На службу в «народной милиции» разрешалось принимать бывших украинцев-красноармейцев. Использование русских и поляков, естественно, исключалось. Все граждане села обязаны были помогать «народной милиции» выявлять «красноармейцев, энкаведистов, евреев, сексотов, одним словом всех, кто не принадлежит к гражданам села и пришли сюда вследствие оккупации украинских земель красной Москвой». Немецкое командование, однако, почти всегда относилось к подобной инициативе своих «союзников» негативно и с осени приняло меры к разоружению «милиции».
Начиная с 24 июня, в самом Львове оуновцы во многих местах города открыли с крыш и окон домов автоматный и пулемётный огонь по частям 8-го механизированного корпуса, который форсированным маршем передислоцировался в район боевых действий. Огневые точки были установлены на Высоком замке, городской газораспределительной станции, в Лычаковском парке, на костёлах в центре Львова и на трамвайном депо. В первый день советские войска отвечали беспорядочной стрельбой по окнам и чердакам. Бои с повстанцами не прекращались круглые сутки, их вели подразделения Красной армии, милицейские патрули и бойцы 233-го полка конвойных войск НКВД. 25 июня начались облавы в домах в центре города. Комендатура издала приказ, запрещающий жителям центральной части города открывать окна, выходящие на главные улицы и площади, и вообще появляться у окон. По всем открытым окнам войска открывали огонь без предупреждения. Несмотря на принимавшиеся меры, вооружённые стычки на улицах города продолжались до 28 июня.
На территории приграничного Рава-Русского района Львовской области, где располагались мощные фортификационные укрепления и дислоцировались значительные силы пограничных войск, оуновцы основное внимание обратили на разведку военных объектов. Полученная ценная оперативная информация передавалась немецким войскам, наступавшим на Рава-Русский укрепрайон.
В июне — июле одновременно с бандеровскими отрядами на Полесье перешли к активным действиям вооружённые отряды Тараса Боровца (атамана Тараса Бульбы), сумевшие выбить советские войска с большой территории в районе Олевска, захватить сам город и создать собственную «Олевскую республику».
Примерно с 7-8 июля, когда Западная Украина уже в основном находилась в руках немецких и венгерских (Станиславская область) войск, характер действий вооружённых отрядов националистов изменился — они в основном переформировывались в отряды местной самообороны, которые охраняли населённые пункты от оказавшихся в окружении красноармейцев и дезертиров, разоружали их, собирали на местах боёв оружие и т. д.
Всего в ходе поднятого ОУН антисоветского восстания в начале войны Красная армия и части войск НКВД потеряли в столкновениях с украинскими националистами около 2100 человек убитыми и 900 ранеными, потери же националистов лишь на территории Волыни достигли 500 человек убитыми. Оуновцам удалось поднять восстание на территории 26 районов современных Львовской, Ивано-Франковской, Тернопольской, Волынской и Ровенской областей. Националисты сумели установить свой контроль над 11 районными центрами и захватить значительные трофеи (в донесениях сообщалось о 15 тыс. винтовок, 7 тыс. пулемётов и 6 тыс. ручных гранат).
Вслед за наступавшими частями фашистской армии двигалось несколько сформированных бандеровцами так называемых «походных групп», маршрут продвижения которых был заранее согласован с абвером. Северная «походная группа» в составе 2500 человек двигалась по маршруту Луцк — Житомир — Киев, Восточная — 1500 оуновцев — в направлении Полтава — Сумы — Харьков. Южная «группа» в составе 880 человек следовала по маршруту Тернополь — Винница — Днепропетровск — Одесса. Эти группы выполняли функции вспомогательного оккупационного аппарата: они помогали формировать так называемую украинскую полицию, городские и районные управы, а также другие органы оккупационной администрации, среди населения распространялся текст Акта провозглашения Украинского государства от 30 июня 1941 года. Ожидалось, что в условиях немецкой оккупации националисты получат возможность распространять свои идеи по всей территории Украины, подготавливая, таким образом, почву для будущего выступления за независимость Украинского государства.
Общее руководство походными группами осуществлял Дмитрий Мирон-«Орлик». Судьба этих групп была различной. Северная и восточная группы были преимущественно разгромлены СД и гестапо с началом осенних немецких репрессий против бандеровцев. Большинство их руководителей были арестованы, но части удалось уйти в подполье и начать создание сети ОУН по всей Украине. Южной группе повезло больше: ей удалось добраться до Одессы и создать там сильную базу ОУН..
Помимо трёх походных групп, была ещё одна небольшая специальная группа во главе с Ярославом Стецько, вторым после Бандеры человеком в ОУН-Б. В её задачу входило провозглашение во Львове независимого украинского государства. Провозглашением независимой Украины бандеровцы хотели поставить немецкую администрацию перед свершившимся фактом. Кроме того, бандеровцы таким образом, вероятно, хотели окончательно перехватить инициативу у мельниковцев в борьбе за Украинское самостоятельное соборное государство (укр. УССД - Українська Самостійна Соборна Держава) и стать единственной в глазах немцев легитимной украинской властью на Украине.

### «Акт провозглашения Украинского государства»
30 июня немцы заняли Львов. В этот же день вечером от лица спешно собранного Законодательного собрания Ярослав Стецько огласил «Акт провозглашения Украинского государства», заявив о создании «нового украинского государства на материнских украинских землях», которое, как рассчитывало бандеровское руководство, должно было получить такой же статус, как и Словакия под руководством Йозефа Тисо или Хорватия под руководством Анте Павелича, и которому предстояло вместе с «Великой Германией устанавливать новый порядок по всему миру». Во время вторжения вермахта на Украину Бандера оставался в Кракове, столице Генерал-губернаторства, так как гестапо настоятельно рекомендовало ему не выезжать на «новооккупированные территории».
В последующие несколько дней представители ОУН(б) сформировали исполнительный орган — Украинское государственное правление (УГП), заручились поддержкой греко-католического духовенства, включая митрополита Галицкого Андрея (Шептицкого). 3 июля Ярослав Стецько разослал письма с приветствиями лидерам стран Оси: Адольфу Гитлеру, Бенито Муссолини, Миклошу Хорти, Иону Антонеску, Карлу Густаву Маннергейму, Франсиско Франко, Анте Павеличу и Йозефу Тисо, подчёркивая то, что его государство — член «Новой Европы», поддержки которой он ищет сейчас. В письме Павеличу он заявил, что украинцы и хорваты — «революционные народы, закалённые в боях, — будут гарантировать создание здоровой обстановки в Европе и нового порядка». В последующие дни во Львове произойдёт погром, жертвами которого станут несколько тысяч евреев. Сам Бандера в этот период находился в Кракове, вдали от места событий. В дальнейшем сторонники ОУН(б) оглашали Акт от 30 июня на митингах в районных и областных центрах Западной Украины, занятых немецкими войсками, формировали украинскую милицию и органы управления, активно сотрудничавшие с прибывшими туда немецкими структурами гражданской администрации.
Несмотря на то, что ОУН(б), по признанию Льва Шанковского, «готова была к сотрудничеству с гитлеровской Германией для совместной борьбы против Москвы», немецкое руководство отнеслось к этой инициативе крайне негативно: 3 июля в Кракове состоялись беседы представителей немецкой администрации и вермахта со Степаном Бандерой и членами Украинского национального комитета по поводу Акта 30 июня. На угрозы государственного секретаря Генерал-губернаторства Кундта применить репрессии, если ОУН не прекратит своей деятельности, Бандера заявил: «Мы вступили в бой, который разворачивается сейчас, чтобы бороться за независимую и свободную Украину. Мы боремся за украинские идеи и цели. […] ОУН — единственная организация, ведущая борьбу, и она имеет право, на основании этой борьбы, творить правительство».
Среди германских руководителей идея «Независимого украинского государства» осуждалась — так, в меморандуме Альфреда Розенберга под названием «Общие инструкции всем представителям Рейха на оккупированных восточных территориях» указывалось, что «Украина должна стать независимым государством в альянсе с Германией». В его же речи от 20 июня указывалось уже только на возможность формирования украинского государства. Министр оккупированных восточных территорий активно вынашивал идею создания санитарного кордона вокруг России из числа буферных и зависимых от Рейха государств (Украины, Белоруссии, Литвы и т. п.). Эта идея, однако, не нашла поддержки у фюрера и правящей верхушки НСДАП, которые рассматривали оккупированные земли лишь как территорию для немецкой колонизации.
Чтобы склонить Бандеру к сотрудничеству и заставить его отозвать Акт 30 июня, во Львов были немедленно высланы команда СД и спецгруппа гестапо для ликвидации «заговора» украинских националистов. 5 июля немецкие власти пригласили Бандеру на переговоры, но по прибытии на место встречи арестовали и депортировали в Берлин. От него потребовали дезавуировать «Акт провозглашения Украинского государства» и поместили под домашний арест. 9 июля во Львове был арестован Ярослав Стецько. Ранее в этот же день во Львове на него было совершено вооружённое нападение, в результате чего погиб его водитель, сам же «глава правительства» не пострадал. Андрей Мельник был также взят под домашний арест в Кракове, но вскоре освобождён. 21 июля министерство иностранных дел Германии официально заявило, что Акт 30 июня не имеет никакой юридической силы. Провозглашение Украинского государства подверглось осуждению и со стороны ОУН(м). В ответ на это руководство ОУН(б) выпустило декларацию «К ситуации во Львове». В ней говорилось, что провозглашение Акта 30 июня уже «является историческим фактом», подобно Акту от 22 января 1918 года, которым было провозглашено объединение Украинской Народной Республики и Западноукраинской Народной Республики. Как заявила ОУН(б), Акт 30 июня «станет символом нынешней освободительной борьбы украинской нации».
Некоторые исследователи переоценивают значение ареста «правительства» Стецько, рассматривая это событие чуть ли не как начало противостояния ОУН и немецкой оккупационной власти на Украине, проявление оппозиционности ОУН в отношении Германии. Однако летом 1941 года ещё ни о какой оппозиционности ОУН — по крайней мере, официальной — не могло быть и речи. Несмотря на начавшиеся аресты руководства ОУН, украинские националисты призывали украинский народ поддерживать Германию. ОУН(б) публично открещивалась от всех призывов к борьбе с оккупационными властями, распространяемых от имени ОУН, как от провокации: «Организация украинских националистов не пойдёт на подпольную борьбу против Германии, и на этот путь не толкнут её никакие предатели и враги». Некоторые походные группы ОУН шли на открытое сотрудничество с оккупационными властями. Один из руководителей походной группы, например, 16 июля в своём отчёте указывал: «Наши дела больше свидетельствуют об искреннем сотрудничестве ОУН с немцами, чем все воззвания, и это главное». Руководители походных групп делились с немцами разведданными и выполняли специальные поручения. Этим, в частности, занимались Ростислав Волошин и Микола Климишин. В конце августа в печатном органе управы повета Косова в заметке «Организация украинских националистов и её ближайшие задачи», написанной от имени ОУН, было заявлено: «В нашей работе всегда помним про помощь немецкой Армии и её Вождя Адольфа Гитлера в освобождении украинского народа». Расхождения между ОУН и немецкой администрацией заключались в том, что последняя ни в каком виде не признавала независимости Украины, её государственности. Однако до осени 1941 года деятельность ОУН носила ещё в принципе легальный характер.

### Первые попытки создания «украинской армии»
Летом 1941 г. Иван Клымив («Легенда»), проводник ОУН-Б на Западноукраинских землях, в соответствии с решением Краевого провода ОУН стал «начальным комендантом Украинской национальной революционной армии» (УНРА). УНРА рассматривалась руководством ОУН как основа будущей армии Украинского государства. Создание собственной «армии» одновременно подразумевало и уничтожение потенциальной «пятой колонны», в том числе национальных меньшинств, которые могут быть нелояльными Украинскому государству. Поэтому Иван Клымив потребовал составлять «списки поляков, евреев, специалистов, офицеров, проводников и всего вражески настроенного против Украины и Германии элемента». Очевидно, что бандеровцы рассматривали всех поляков и евреев как нелояльных националистам, поэтому они заносились в «чёрные списки» людей, которых при надобности можно было уничтожить. Вероятно, подобные списки могли пригодиться СБ ОУН, которая с началом войны приступила к уничтожению коммунистов, «НКВДистов, комсомольцев и прочих людей, закреплявших московскую власть на украинских землях». В этом члены СБ действовали подобно нацистам. ОУН уничтожала тех людей, которые могли стать опорой сопротивления её власти. В отношении поляков СБ ОУН в этот период уничтожала только политически активное польское население, а не всех поголовно.
Иван Клымив рассматривал любые неподконтрольные ему украинские или иные вооружённые формирования на территории Украины как банды и, в случае отказа сложить оружие, угрожал им расправой. Примечательно, что все эти преступные действия по уничтожению «пятой колонны» должны были совершаться от имени украинского народа, поскольку ОУН в определении нации исходила из идеи суверенитета народа. Клымив по этому поводу заявлял: «Единственным сувереном на украинской земле является украинский народ и его выразитель — Провод украинских националистов с Бандерой во главе».
Уже к осени, однако, создаваемые по приказу Клымива отряды были распущены. Сам Клымив после этого перешёл на активные антинемецкие позиции и стал ярым сторонником начала вооружённой борьбы с Германией.

## Переход ОУН (б) в подполье и на антинемецкие позиции

### Осень-зима 1941
Успехи немецкой армии и быстрое продвижение на восток к середине сентября 1941 года позволили Гитлеру окончательно отвергнуть концепцию «Украинского государства». К тому же излишне самостоятельная активность националистов начала мешать немецкой администрации. Отрицательно отнеслись в Берлине и к междоусобной войне, которую ОУН(б) развернула против сторонников Андрея Мельника. 30 августа в Житомире а результате террористического акта погибли члены провода ОУН(м) Омелян Сенник и Микола Сциборский. Затем в разных городах было убито ещё несколько десятков человек. Руководство ОУН(м) немедленно возложило вину за эти преступления на бандеровцев. 13 сентября глава РСХА Рейнхард Гейдрих, воспользовавшись этим поводом, подписал директиву о проведении на всей территории Третьего рейха, в Генерал-губернаторстве и прифронтовой территории поголовных арестов бандеровского руководства «по подозрению в содействии убийству представителей движения Мельника», а также о прекращении деятельности всех отделений и органов ОУН(б).
Утром 15 сентября на оккупированных Третьим Рейхом территориях прошли массовые аресты, жертвами которых стало до 80 % руководящих кадров организации. Всего в 1941 году гестапо арестовало более 1500 бандеровских активистов, несколько десятков из них вскоре после задержания расстреляли. Тем не менее, полностью ликвидировать бандеровское движение не удалось.
С 18 сентября немецкие власти начали разоружение оуновской милиции. В октябре в Миргороде был арестован и расстрелян руководитель Восточной походной группы ОУН Микола Лемик. 12 сентября офицер вермахта и специалист по «украинскому вопросу» Ганс Кох встретился в Берлине со Стецько и Бандерой и снова потребовал от них отозвать Акт о провозглашении Украинского государства, однако оба отказались. 15 сентября они были арестованы и помещены в центральную берлинскую тюрьму Александрплатц.
В конце сентября — начале октября Микола Лебедь, который после ареста Бандеры замещал его в качестве главы Провода ОУН(б), созвал І Конференцию ОУН(б), где обсуждалась сложившаяся ситуация. Ввиду успехов немецкой армии было принято решение уйти в подполье. В то же время было признано необходимым использовать немецкие административные возможности, вступать в местные органы администрации, вспомогательную полицию, местную полицию, шуцманшафты, направляющиеся в восточные регионы Украины. В одном из циркуляров ОУН предписывалось, чтобы от каждой станицы записывалось в полицию не менее 10 членов организации. там же говорилось об усилении антифашистской пропаганды, разъяснении населению истинных целей немцев. Конференция бандеровцев призвала население скрывать от немцев продовольствие и вести сбор оружия. Организация переходила на нелегальное положение. На такие перемены в тактике бандеровцев обратил внимание штаб партизанского движения Украины. В одном из его документов говорилось, что репрессии немцев против националистов в Киеве и непомерный грабёж украинского населения вызвали среди значительной части украинских националистов озлобление гитлеровской политикой. «На этой почве значительная часть оуновцев стала уходить в подполье, организуя свои силы на борьбу с оккупантами».
С осени 1941 ОУН(б) уделяли внимание наполнению украинской вспомогательной полиции своими сторонниками не только на западе, но и на востоке Украины. Националисты должны были пройти у немецких оккупантов военную подготовку, чтобы потом дезертировать с оружием. Именно подразделения украинской полиции (4—6 тыс.) стали костяком для формировавшейся весной 1943 г. Украинской Повстанческой Армии (УПА). 19 ноября всем немецким оккупационным органам власти была направлена директива, которым запрещалось набирать в органы самоуправления и полиции сторонников бандеровского движения.
До отправки в концлагерь Степан Бандера, как свидетельствуют его письма, не отказывался от идеи сотрудничества с Гитлером. По воспоминаниям Евгения Стахива, в конце 1941 года он привёз из Берлина исполняющему обязанности проводника ОУН(б) Миколе Лебедю письмо от Степана Бандеры. В нём указывалось, что избежавшие ареста члены Провода ОУН(б) должны воздерживаться от каких-либо действий против Германии, рассчитывая на возможность восстановления в будущем украинско-германских отношений. Польский историк Гжегож Мотыка считает, что это письмо было получено Стахивым в начале 1942 года. Трудно однозначно определить, повлияло ли письмо Бандеры на решения, принятые весной 1942 года на II-й конференции ОУН(б), когда бандеровцы, уже находясь на нелегальном положении, постановили и впредь рассматривать как главного врага Советский Союз, а с Третьим рейхом вести только пропагандистскую борьбу и лишь в крайнем случае — вооружённые действия.
В октябре и ноябре 1941 г.. руководители ОУН (б), которые остались на свободе, решили готовить население к активному противодействию немцам, провести военные выходки и собрать на местах боёв советское оружие. Активность украинского освободительного движения замечалась в различных регионах Украины, в том числе на Волыни и Полесье. Немецкие донесения о событиях в СССР от 14 ноября, описывая состояние дел на Волыни, отмечает, что «среди украинских политических течений наибольшую деятельность разворачивает, как всегда, ОУН (Бандеры)». Отчёт также упоминает и ОУН (м), подчёркивая, что она менее радикальная чем ОУН (б) и остаётся на позициях создания суверенной и независимой Украины.

### 1942
Репрессии немецких властей против ОУН продолжались и в 1942 году. В феврале-марте в Бабьем Яре были расстреляны видные деятели ОУН(м), в том числе известная украинская поэтесса Елена Телига и журналист Иван Рогач (по другим данным, их убивали в застенках гестапо на Владимирской улице, где сейчас находится здание СБУ). В июле в Киеве немцами при попытке побега из тюрьмы был убит Дмитро Мирон («Орлик»). В сентябре 1942 года в концлагере Аушвиц погибли двое братьев Степана Бандеры — Александр и Василий. По наиболее распространённой версии, они были забиты насмерть поляками-фольксдойче, сотрудниками персонала Освенцима. 4 декабря 1942 года во Львове были арестованы Ярослав Старух и Иван Клымив. Клымив вскоре погиб в заключении под пытками.
В Киеве в начале 1942 года бандеровцы на низовом уровне сотрудничали с мельниковцами и имели определённое влияние в украинской полиции Киева, которой руководили мельниковцы. В начале 1942 года ОУН официально под угрозой исключения запретила своим членам вступать в немецкую полицию. Тем не менее, несмотря на аресты и переход на нелегальное или полулегальное положение, ОУН(б) официально не выступала против немцев.
Весной 1942 года состоялась ІІ Конференция ОУН(б). В ней принимали участие Микола Лебедь, Дмитрий Мирон, Иван Клымив, Василий Кук, Ярослав Старух — «Синий», Зиновий Матла — «Днипровый», Турчманович — «Кречет», Дмитрий Майивский — «Косарь», Михаил Степаняк и Дмитрий Клячкивский — «Билаш». Ивана Клымива обвинили в том, что он, руководствуясь личными амбициями, ведёт раскольническую деятельность, и сняли с должности проводника ОУН на ЗУЗ (Галиция). Его место занял Степаняк. Клячкивский стал проводником на СЗУЗ (Северо-западные украинские земли, то есть Волынь и Полесье), Василий Кук — проводником на ЮВУЗ (Юго-восточные украинские земли). Дмитрий Майивский стал референтом по пропаганде, Д. Грицай — войсковым референтом, М. Арсенич — главой СБ ОУН, Роман Кравчук — организационным референтом, М. Прокоп и З. Матла вошли в состав Провода. Все они в дальнейшем будут играть значительную роль в деятельности ОУН. На конференции были приняты политические постановления, определившие политические приоритеты ОУН.
ОУН провозгласила, что в своей деятельности будет исходить из положений Акта от 30 июня. Несмотря на пребывание в нелегальном положении, бандеровцы негативно относились к партизанской войне, считая её бесполезной тратой человеческих жизней: не партизанская война, а национальная революция, по их мнению, должна была освободить Украину. Тем не менее, в апреле 1942 по указанию провода ОУН-Б на Волыни формируются т. н. «группы самообороны» (боёвки) по схеме: «кущ» (3 села, 15—45 участников) — уездная сотня — курень (3—4 сотни). К середине лета на Волыни боёвки насчитывали до 600 вооружённых участников.
Отдельные положения постановлений конференции были посвящены отношению украинских националистов к трём народам: русскому, польскому и еврейскому. Отношение ОУН к немецкой оккупационной власти также изменилось. На ІІ Конференции было принято решение начать пропаганду против всех «оккупантов украинских земель», включая немцев, однако уклоняться от прямой борьбы с ними. Несмотря на антинемецкие лозунги, однако, никаких активных антинемецких действий в этот период украинские националисты ещё не осуществляли, но пытались через своих сторонников помешать вербовке украинского населения в Германию, а также порой совершали террористические акты в отношении германской администрации. Например, в апреле 1942 года из захваченных документов и переписки немцы выяснили, что члены бандеровской организации планировали покушение на коменданта Черновцов Эриха Райценштайна. В июле в окрестностях Здолбунова были арестованы 29 членов ОУН-Б, которых подозревали к причастности к акту саботажа на железной дороге.
В 1941-42 гг. какого-нибудь заметного партизанского движения на Западной Украине не было вовсе. Немногочисленные диверсионные отряды НКВД, забрасываемые с воздуха на парашютах или проникавшие на Волынь через леса белорусского Полесья, незамедлительно уничтожались, чаще всего — при активном содействии местного населения. До конца 1942 года руководство ОУН(б) склонялось к мысли, что в советско-германской войне победит Третий рейх, и поэтому предпочитало подождать, пока оба противника обескровят себя в войне друг против друга — пока же этого не произошло, украинское националистическое подполье собиралось накапливать силы для послевоенного «диалога» с победившей стороной. Советский Союз рассматривался как главный враг: «Мы считаем нашим главным фронтом фронт борьбы с московским империализмом, под какой бы маской он ни выступал (белогвардейщины, керенщины, большевизма и славянофильства или им подобных)». Здесь же звучал знакомый лозунг создания национальных государств в пределах соответствующей этнографической территории в качестве основополагающего принципа построения государств Восточной Европы: «Московско-большевистской концепции интернационализма и немецкой концепции так называемой „Новой Европы“ мы противопоставляем международную концепцию справедливой национально-политически-хозяйственной перестройки Европы на основе свободных национальных государств под лозунгом „Свобода народам и человеку“».
Немецкая оккупационная администрация и служба безопасности отслеживали действия бандеровцев. В Берлин шли донесения о формировании групп самообороны и о сборе оружия. В руки гитлеровцев в Киеве и Сарнах попали листовки, призывавшие население оказывать сопротивление вывозу в Германию продовольствия и рабочей силы. Бандеровцы также призывали украинцев начинать партизанскую борьбу, но о немедленных боевых действиях в этих листовках речь не шла. В полицейском донесении подчёркивалось, что бандеровцы берегут свои силы и не нацелены на партизанские действия несколькими сотнями и даже тысячами, они берут курс на «народную революцию миллионных масс Украины». Полиция уже располагала данными о том, что бандеровцы начали подготовку к боевым операциям. В качестве примера сообщалось в Берлин, что в районе Костополя удалось обнаружить и захватить бандеровский склад оружия, в котором находилось 600 винтовок, 12 пулемётов, 254 тысячи патронов, 4 тысячи гранат, 2 тысячи мин и т. д. Это был первый успех гитлеровцев по обезвреживанию бандеровских отрядов.
Всё нарастающее недовольство украинского населения немецкой властью вынуждало руководство ОУН искать пути изменения ситуации. В октябре 1942 года во Львове состоялась І Военная Конференция ОУН(б). Инициатива проведения конференции исходила не от Миколы Лебедя, а от низовых активистов ОУН. На конференции было принято решение о переориентации ОУН с Германии на западных союзников. Здесь же был принят ряд решений, касающихся национальных меньшинств, однако основным вопросом конференции стало создание украинских вооружённых формирований и начала вооружённой борьбы с немцами и другими «оккупантами украинских земель». Для проработки вопросов, связанных с созданием самостоятельной украинской армии, была создана специальная комиссия. В результате был подготовлен план создания украинской армии и разработаны «требования военного командования ОУН». К моменту приближения советско-немецкого фронта на борьбу за создание украинского государства планировалось мобилизовать огромное число украинцев — 300 тысяч с советской Украины и 500 тысяч из Галиции, то есть практически 1 млн человек. Эта армия, по замыслу комиссии, должна была выступить против ослабленных противников и завоевать независимость Украины. Наряду с вопросом создания украинской армии комиссией рассматривались и другие вопросы, связанные с борьбой украинского народа за независимость.
Однако в течение 1942 года повстанческое движение проходило под девизом: «наша вооружённая борьба против немцев была бы помощью Сталину». Поэтому ОУН (Б) воздерживалась от активных действий против Германии и занималась, в основном, подпольной деятельностью и пропагандой. В декабре 1942 года Краевой провод ОУН на Волыни открыто выступал в своих листовках, адресованных населению, с антинемецкими лозунгами, однако конкретных антинемецких призывов (вроде тех, которые появятся позже — вступать в УПА) ещё не было.

### ІІІ Конференция ОУН-Б и Создание Украинской повстанческой армии
Ситуация резко изменилась в начале 1943 года. Красная Армия в тот момент уже начала контрнаступление под Сталинградом, а на территорию оккупированных западных областей Украины, выполняя задачи по разрушению немецкого тыла, стали проникать советские партизанские отряды и соединения, началась мобилизация местных жителей в их ряды. И это, по воспоминаниям многих очевидцев, стало одной из главных причин создания националистами своих собственных вооружённых сил, поскольку руководство ОУН-Б пришло к выводу, что оно может потерять влияние в регионах и лишиться базы собственного движения.
О мотивах, заставивших бандеровцев резко интенсифицировать развёртывание вооружённых структур, откровенно указывается в письме одного из руководителей Службы безопасности (СБ) ОУН на северо-западных землях Василия Макара. Макар указывал, что повстанческие акции оуновцы должны были начать, и эти акции не опережали события, а уже запоздали, поскольку территория выходила из под контроля («вырывалась из рук»), в связи с ужесточением оккупационной политики («немчура начала уничтожать сёла») началось стихийное сопротивление оккупантам и «начались множиться атаманчики», наконец, советские партизаны начали выходить на территорию Западной Украины («красная партизанка начала заливать территорию»).
Линию ІІ Конференции ОУН-Б, где началось размежевание с немцами, продолжила ІІІ Конференция ОУН-Б, которая состоялась 17-21 февраля 1943 года в селе Тернобежье Олевского района Львовской области и на которой, несмотря на возражения Николая Лебедя, руководившего организацией после ареста Степана Бандеры, было принято решение к созданию полноценной военной структуры. Этот шаг имел такие цели: а) «оторвать от влияния Москвы те элементы украинского народа, которые ищут защиту от угрозы со стороны немецкого оккупанта; б) демаскировать московский большевизм, который свои империалистические намерения и далее угнетать Украину прикрывает лозунгами защиты украинского народа и других угнетённых народов от немецкого оккупанта; в) добыть для украинского народа и для национально-освободительной борьбы независимую позицию на внешнеполитической арене».
Одним из основных докладчиков на Конференции стал глава провода ОУН на ЗУЗ Михаил Степаняк. Он полагал, что задачей ОУН в сложившихся условиях является поднятие широкомасштабного антинемецкого восстания, перед приходом советских войск. После удачного восстания, по его мнению, попытки Советского Союза завоевать эти земли выглядели бы в глазах западных союзников как империализм. Для поднятия восстания необходимо было объединение всех украинских сил, поэтому Степаняк выступал за объединение всех западноукраинских политических сил и создание многопартийного правительства. Его предложения были поддержаны Проводом, но так и не были воплощены в реальность из-за противодействия Романа Шухевича и Дмитрия Клячкивского, по мнению которых нужно было воевать не против немцев, а против советских партизан и поляков, борьба же против нацистов — второстепенна. Солдатам УПА запрещались боевые действия против немцев за исключением тех случаев, когда они атаковали первыми или существовала угроза жизни местному украинскому населению.
В то же время некоторые вооружённые подразделения ОУН-Б переходят к активной борьбе с немцами. Руководитель ОУН в Ровно Сергей Качинский («Остап»), ставший ещё в июле 1941 г. командиром созданного «Первого куреня Украинского войска им. Холодного Яра» и командир первой роты УПА Григорий Перегиняк («Долбёжка», «Коробка») погибли в боях с немцами в конце зимы 1943 года. На третьей конференции ОУН(б) были окончательно решены вопросы создания УПА и определены главные враги украинского освободительного движения (нацисты, поляки и советские партизаны).
Ряды УПА в период с 20 марта по 15 апреля 1943 пополнило от 4 до 6 тысяч сотрудников вспомогательной полиции (всего в то время украинская полиция на Волыни насчитывала 11 870 человек), персонал которой был ранее активно задействован в уничтожении евреев и советских военнопленных. Бывшие полицейские, дезертировавшие и немецких частей перешедшие в УПА по приказу бандеровской ОУН, вместе с бойцами из интегрированных отрядов Боровца и ОУН (м), а также других полицейских подразделений, составляли к концу 1943 года приблизительно половину всего состава УПА. Дезертирство полицейских вызвало репрессивные меры со стороны оккупационной администрации. Так в Ковеле 6 апреля при попытке разоружить украинскую полицию произошла перестрелка. Полицейские-дезертиры убили 18 немцев, освободили заключённых из концлагеря.

### Начало вооружённому сопротивлению гитлеровскому режиму
Сохранившиеся документы УПА содержат многочисленные упоминания о мелких боевых стычках с немцами, но отсутствует какая-либо информация о сражениях с крупными силами вермахта. Окончательное решение о выступлении против немецких оккупантов ОУН-Б приняла на III конференции 17-21 февраля 1943 года. Однако уже в первые дни этого месяца вооружённые отряды националистов осуществили ряд нападений на немецкие административные объекты. Считается, что первой антинемецкой акцией УПА была атака отряда Григория Перегиняка на полицейский участок в городке Владимирец в ночь с 7 на 8 февраля 1943 года.
Антинемецкий фронт ОУН и УПА, возникший в начале 1943 г. и просуществовавший до середины 1944 г., не получил приоритетного значения в стратегии повстанческого движения, имел временный характер и сводил боевые действия повстанческой армии против германских войск к формам «самообороны народа», трактуя германские войска как временных оккупантов Украины. По мнению украинских историков, основная идея партизанской борьбы УПА в состояла в сборе и накоплении сил и ресурсов для будущего восстания в момент взаимного истощения сил СССР и Германии, вызванного их войной между собой. Поэтому УПА в своих действиях против немцев и не ставила перед собой задачи нанесения им окончательного поражения. Антинемецкие действия УПА сводились, как правило, к недопущению их нападений на территорию, контролируемую повстанцами, к задачам недопущения принудительного вывоза местной молодёжи на работы в Германию, а также к ответным акциям в случае нападения немцев на позиции повстанческого движения.
О таком характере действий говорит доклад Ивана Шитова от 24 апреля 1943 года в адрес Украинского штаба партизанского движения: «Диверсионной деятельностью националисты не занимаются, в бой с немцами вступают только там, где немцы издеваются над украинским населением и когда немцы нападают на них» Тактика ОУН и УПА была, таким образом, ориентирована на избежание решительного столкновения с гитлеровскими оккупантами при условии их превосходства над силами освободительного движения. Взятые националистами в плен немецкие солдаты чаще всего отпускались на волю, но при этом у них отбиралось вооружение и униформа.
Тем не менее, ко второй половине 1943 года вооружённые отряды ОУН(б) и УПА взяли под контроль значительную часть не контролируемых или слабо-контролируемых немецкой администрацией сельских территорий округа Волынь и Подолия рейхскомиссариата Украина. УПА провела сотни нападений на полицейские участки, обозы и склады вермахта, главным образом с целью захвата оружия, снаряжения и продовольствия. В немецких документах занятые повстанцами области характеризовались как «заражённые бандами районы». Размах боевых операций УПА на Волыни и Полесье практически привёл к тому, что под контролем немцев остались населённые пункты и железные дороги, которые плотно охранялись.
В 1943 году на Волыни существовали целые повстанческие «республики» УПА — территории, с которых были изгнаны нацисты и учреждены оуновские администрации. Примером одной из таких «республик» была Колковская. Она просуществовала с апреля по ноябрь 1943 года, когда была разгромлена немецкой армией. Немецкая полиция на Волыни в тот период насчитывала всего 1,5 тысяч человек. Колки были взяты УПА без сопротивления после того, как большая часть местных полицаев, перешли в УПА и небольшой отряд немецких полицейских покинул город. Отрядами УПА в Колковской республике командовали Николай Ковтонюк и Степан Коваль, которые ранее руководили полицией в Луцке и стали организаторами УПА на Волыни после массового перехода луцких полицаев в УПА в марте 1943 г. Сохранившиеся архивы полиции показывают, что под руководством обоих будущих командиров УПА, их подчинённые принимали участие в уничтожении гражданского населения, евреев и советских военнопленных.
В Галичине в первой половине 1943 года полноценные вооружённые силы украинских националистов ещё не существовали. Летом 1943 г., в связи с рейдом на территорию Галиции соединения советских партизан под командованием Сидора Ковпака, а также по причине мобилизации оккупантами западноукраинской молодёжи в дивизию СС «Галиция», руководство ОУН приняло решение форсировать создание своих военных формирований на территории Галиции. Здесь они получили название «Украинская народная самооборона». Руководитель УНС Александр Луцкий в будущем расскажет на допросе в НКВД, что в отношении немцев УНС запрещалось проводить какие-либо наступательные операции против немцев, и в отношении последних они заняли тактику обороны.
Польские историки также отмечают активность УПА в боях польской вспомогательной полицией, но не упоминают о каких-либо значительных боестолкновениях с немцами. Так например, в мае 1943 года немцы для борьбы против УПА перебрасывают из Белоруссии на Волынь 202-й батальон шуцманшафта, в составе которого находилось 360 человек. Этот батальон практически целиком и полностью состоял из поляков, он участвовал в боях против УПА в лесах на территории Ровенского и Костопольского уездов (поветов) и в отместку за уничтожение бандеровцами поляков также терроризировал украинское население на Волыни. В течение последующих месяцев (с июня по октябрь) батальон, по собственным данным потерял в боях с УПА 48 человек.
В сентябре по инициативе Волынского областного Провода ОУН-мельниковцев был сформирован коллаборационистский Украинский легион самообороны, созданный на основе оставшихся повстанческих отрядов ОУН (м) на Волыни, не разоружённых бандеровцами, и командование которых в результате конфронтации с ОУН (б) решило достичь соглашения с немцами ради успешной борьбы с польскими боёвками, советскими партизанами и УПА. В начале 1944 г. УЛС был реорганизован в 31-й батальон СД. Конфронтация мельниковского легиона с бандеровской ОУН продолжалась и дальше. Так, в начале апреля 1944 УЛС вступил в бой с отрядом УПА в с. Лудине Владимирского уезда. В результате боя двое бойцов УПА погибло, а ещё один был тяжело ранен.

### ОУН-Б после ІІІ Чрезвычайного Съезда
В августе 1943 г. должна была состояться ІV Конференция ОУН, однако Р. Шухевич, чтобы закрепить свой статус главы ОУН, в обход организационного порядка (на созванном съезде не было представителей всех территориальных краевых и областных проводов, которые в соответствии с уставом присутствовать на съезде) вместо конференции созвал внеочередной съезд.
Третий съезд ОУН-Б рассматривается многими исследователями как отправной пункт демократизации ОУН. По программным вопросам на съезде выступил политреферент ПУЗ (Південних українських земель — южных украинских земель) ОУН Е. Логуш-«Иванив». Он предложил изменения в программе, которые после небольших поправок были приняты.
В постановлениях съезда провозглашалось, что ОУН борется против империй, против «эксплуатации нации нацией», а поэтому он борется против Германии и СССР и одинаково выступает против «интернационалистических и фашистско-национал-социалистических программ».
Советский Союз назывался в программных документах «московским» и рассматривался как продолжение московского империализма. Согласно документам съезда целью «московского империализма» было «под ширмой так называемой защиты отечества, отыгранного славянофильства и псевдореволюционной фразеологии осуществить цели московского империализма, а именно: установить господство в Европе, а в следующую очередь — во всём мире».
Мессианский мотив продолжал присутствовать в идеологии ОУН. Так, утверждалось, что «возрождение Украинского Самостийного Соборного Государства обеспечит возникновение и длительное существование национальных государств других народов Восточной, юго-Восточной и Северной Европы и порабощённых народов Азии».
В отличие от ІІІ Конференции ОУН-Б на ІІІ Съезде ОУН поляки как политическая сила получили подробную характеристику: «Польская империалистическая верхушка является прислужником чужих империализмов и врагом свободных народов. Она старается подключить польские меньшинства на украинских землях и польские народные массы к борьбе с украинским народом и помогает немецкому и московскому империализмам уничтожать украинский народ». ОУН собиралось не просто воевать за УССД, но и связать свою борьбу с антиимпериалистической борьбой народов Прибалтики, Востока и Балкан.
С особой гордостью отмечалось (хотя это не совсем соответствовало действительности), что «национальные меньшинства Украины, осознающие общую судьбу с украинским народом, борются вместе с ним за Украинское Государство».
В постановлениях ІІІ Съезда ОУН появились пункты (п. 10, 12) о гражданских правах, включая права национальных меньшинств — положения, ранее полностью отсутствовавшие в программе ОУН.
Нельзя согласиться с той точкой зрения, согласно которой изменения в идеологии ОУН, произошедшие на съезде, объясняются сугубо прагматическими соображениями, стремлением понравиться союзникам. В таком случае совершенно непонятными остаётся произошедший после войны в 1954 г. раскол ОУН бандеровцев на две группы, одна из которых, возглавляемая Бандерой, в национально-политическом вопросе стояла на позициях, идеях царивших в ОУН-Б до ІІІ Чрезвычайного Съезда, а вторая, ведомая Львом Ребетом и Зиновием Матлой, — на более демократических позициях, принятых в 1943 году.
Но не все лидеры ОУН довольствовались изменением программы ОУН. Так, Михаил Степаняк полагал, что одной смены программы не достаточно. Он выступил на съезде с критикой ОУН как организации, скомпрометировавшей себя связями с немцами. Он считал, что на базе ОУН надо создать новую организацию и делать упор на Восток Украины, но, по его словам, это «предложение было полностью провалено».
Одновременно было принято решение увеличить численность УПА путём мобилизации населения, выждать продвижение фронта за границы УССР, поэтому следовало готовиться к приходу «советов» и готовить «схроны». Лишь после прихода советских войск следовало выступить против Советского Союза. В этом деле ОУН-Б рассчитывала на восстание народа Украины и других народов. Для этих целей планировалось выслать походные группы вплоть до Кавказа. Не все члены Провода ОУН поддержали эту идею. Степаняк и Лебедь расценили её как самоубийство украинского народа.
Примечательно, что после ІІІ Съезда ОУН-Б появилась листовка «Граждане Украины!» на русском языке. В ней отсутствовало упоминание каких-либо национальностей. Она призывала всех граждан Украины поддержать ОУН и УПА в борьбе против немцев и большевиков.
К моменту проведения ІІІ Съезда ОУН изменилось отношение ОУН-Б к расизму. Так, в программной работе Ивана Гриньоха расовая теория решительным образом осуждалась.
Несмотря на то, что украинские националисты в 1943 г. признали права национальных меньшинств, многопартийность, гражданские права, в обиходе продолжала использоваться вовсе не демократическая литература. И в 1944 г. на образовательных курсах старшин УПА «Лесные черты» украинский национализм противопоставлялся демократии. В качестве идеала общественного устройства на курсах приводилась всё та же нациократия. Всё так же продолжала проповедоваться аморальность по отношению к врагам Украины, когда моральным признавалось лишь то, что служит построению независимого украинского государства. Труды идеолога «действенного национализма» Д. Донцова по-прежнему продолжали использоваться в обучении кадров. В январе 1945 г. в воспитательно-политической работе УПА предписывалось использовать книгу Дмитрия Донцова «Где искать исторические традиции» («Де шукати iсторичних традіцiй»). Эта работа Донцова была посвящена историческим традициям Украины, которые он вполне в своём духе видел не в денационализировавшихся XIX или XX веке, а в эпохе Древней Руси и казацкой традиции.
Помимо прочего, работа Донцова содержала следующие утверждения: «Есть народы-господа, и есть народы-плебеи или, как последних зовёт Шпенглер, феллахи. (..) Это деление на „рыцарей“ и „свинопасов“ среди народов, на аристократов, господ и плебеев не является делением классовым, социальным, только психологичным, типологичным». Это деление для Донцова не носит национального характера, и один и тот же народ в разные периоды истории может являть собой образец как «народа-господина», так и «народа плебея». В этой книге, написанной в 1938 г., Донцов неоднократно выражал презрение к украинской и мировой демократии и представлял Гитлера и Японию как образцы борьбы с социализмом. В пример истинным гражданам Украины Донцов ставил тех украинцев, которые выступали не просто против российского политического режима, но и против русского народа.
Таким образом, и в 1945 г. в обучении кадров в УПА использовалась литература, весьма далёкая от демократической. Возможно, выбор подобной литературы определялся не столько идеологическими, сколько практическими мотивами — в условиях подполья использовалась любая националистическая литература, независимо от того, выражала ли она старые принципы украинского национализма или была более «демократической».
Либерализация идеологии ОУН в 1943 г. не означала, что слово «вождь» ушло из лексикона организации и УПА. Так, в заметке, опубликованной в органе УПА «Повстанец», можно найти: «Когда народ теряет своего вождя — это наибольшая цена, которую платит он на своём освободительном пути. Нам империалистическая Москва убила на протяжении одного периода аж двух». Изменение идеологии ОУН не означало, что она отказывалась от своего прошлого и публично признавала свои ошибки — ОУН-Б отрицала какое-либо сотрудничество с немцами в настоящем и прошлом, называя это «советской пропагандой».
После ІІІ Съезда ОУН были отвергнуты такие составные части украинского национализма, как «национализм как мировоззрение» и «национализм как этика» (то есть философские вопросы соотношения материализма и идеализма, волюнтаризма, националистичной этики), которые ранее рассматривались националистами как непременные атрибуты националистического учения. Однако национализм как, собственно, национальное движение за независимость сохранился.
Ещё до ІІІ Съезда ОУН-Б Михаилом Степаняком высказывалась идеи о необходимости создания более представительной, чем ОУН, организации, способной привлечь к себе более широкие слои населения. Вскоре начались практические шаги по воплощению в жизнь этой идеи.
Осенью 1943 г. была проведена І Конференция ОУН после ІІІ Съезда. На конференции Шухевич предложил выступить против немцев, чтобы дать возможность бойцам УПА закалить себя в бою, а уже потом начать выступление против Красной Армии. На конференции также было принято принципиальное решение создать надпартийный орган, поскольку только с таким органом союзники согласились бы на переговоры. На практике такая организация была создана значительно позже, летом 1944 г.
В июле 1944 г. идея Степаняка о создании новой, отличной от ОУН организации, была реализована в созданной по его инициативе НВРО (Народно-визвольна революційна організація — Народно-освободительная революционная организация). Согласно свидетельствам Степаняка на допросе, он рассматривал НВРО как своего рода замену ОУН, организацию, которая, в отличие от ОУН, должна была быть открыта не только для украинских националистов, но и для всех сторонников независимой Украины. Как свидетельствуют советские документы, иным должен был быть поход и к вопросу членства в НВРО — его членами могли стать не только украинцы, но и люди другой национальности. Степаняку удалось добиться согласия на создание новой организации у части оуновского руководства, в том числе Якова Бусела-«Галину» и Василия Кука-«Лемиша», Петра Олийника-«Энея». В вопросе устройства организации М. Степаняк выступал за большую самостоятельность местных проводов в принятии решений.
В своей Резолюции в национальном вопросе НВРО продолжала политику ОУН после ІІІ Съезда. НВРО также ратовала за полное право наций на самоопределение и отделение, выступала за построение в Европе государств в их этнографических территориях. Страны Запада критиковались за империалистические стремления и непоследовательность в отстаивании права наций на самоопределение, критиковался империализм как принцип международной политики. При этом в социальном вопросе НВРО шла дальше ОУН. НВРО по сравнению с ОУН сдвинулась ещё дальше влево. В тексте резолюции фигурировали такие определения, как «социальный гнёт» и «трудящиеся массы». НВРО выступала против всех существовавших на тот момент общественно-политических систем: против «буржуазно-демократической», где вся власть лишь номинально в руках народа, а на деле в руках капиталистов и помещиков; против «буржуазно-фашистской», где народ лишён всякой возможности влиять на управление государством, и где продолжается эксплуатация «трудящихся господствующими классами»; «большевистской», где вся власть принадлежит большевистской партии, «устанавливающей диктатуру господствующего класса большевистских вельмож над народами».
Все эти системы (фашизм, большевизм) критиковались за отсутствие демократических свобод (свободы слова, собраний, организаций и т. д.) или их ограничений (буржуазная демократия).
НВРО провозглашала обычный набор демократических прав: свободу слова, собраний, вероисповедания и т. д. Гарантировалось полное право национальных меньшинств развивать свою по смыслу и содержанию культуру, равенство всех независимо от национальности, класса и партийности.
Социальная программа НВРО была ещё одним шагом от фашистского прошлого ОУН к демократии. В отличие от ІІІ Съезда ОУН это был ещё один шаг влево. Очевидно, что подобная социальная программа даже при отсутствии национального компонента могла быть весьма привлекательной для части населения, недовольного советским строем.
Однако НВРО не было суждено просуществовать долго. Михаил Степаняк был захвачен с частью сподвижников советскими органами во время корректировки материалов НВРО. Вскоре по инициативе Р. Шухевича была создана «Українська Головна Визвольна Рада» (УГВР), и в существовании НВРО необходимость отпала. Тем не менее, даже в январе 1945 г. встречаются документы отдельных подразделений УПА, в которых заявлялось, что УПА действует от имени НВРО. Это соответствовало решению Романа Шухевича, по которому, хотя НВРО как отдельная организация прекратила своё существование, её имя должно было использоваться в целях пропаганды.
Несмотря на либерализацию, руководство ОУН бдительно следило за тем, чтобы не возникла какая-либо новая оппозиция. Так, в октябре 1944 г. референт пропаганды ОУН на ЗУЗ Пётр Дужий приказал уничтожить весь тираж сотого номера газеты «Ежедневные вести» («Щоденнi вістi») за критику Провода.
В ноябре 1943 г. было создано Главное командование («Головне командування» — ГК УПА). Главой («головним командиром») УПА стал Роман Шухевич. Одновременно был создан Главный Военный Штаб («Головний Військовий Штаб») УПА во главе с Дмитрием Грицаем. Клим Савур возглавил УПА-Север. Были также созданы генеральные округа УПА-Юг и УПА-Запад. Начальником тыла стал Ростислав Волошин-«Павленко», начальником политического отдела — Иосиф Позычанюк. До ІІІ Чрезвычайного Съезда на Волыни УПА фактически подмяла под себя ОУН. Зачастую один и тот же человек мог иметь противоположные указания от руководителей УПА и ОУН. Одновременно происходило организационное слияние ОУН и УПА на Волыни, областной проводник ОУН со всеми своими референтурами включался в состав военного округа УПА. Командир военного округа являлся в то же время и краевым проводником ОУН. После создания ГК УПА и ГВШ УПА и подчинения Клячкивского Шухевичу ОУН фактически окончательно прибрало руководство УПА в свои руки.
К началу 1944 года УПА достигла своего могущества. Под данным американского историка украинского происхождения, Петра Содоля, весной 1944 численность её бойцов достигала 25-30 тыс. человек. В то же время, по данным польского историка Владислава Филара численность УПА весной 1944 года только в Галичине была 45-50 тыс. человек. УПА также продолжала расширяться территориально. В июле 1944 г. была создана Буковинская Украинская Армия Самообороны (БУСА), которая на тот момент насчитывала 800 человек. Вскоре БУСА была реорганизована, став частью УПА.
В самом начале 1944 г. УПА выступала за то, чтобы часть украинцев не уклонялась от мобилизации в Красную армию, а вступала бы в неё с целью разложить изнутри. Однако уже в марте 1944 г. УПА призывала молодёжь уклоняться от призыва в ряды РККА. Большое значение для деятельности украинского подполья имела Служба Безопасности (СБ) ОУН. Ей принадлежала особая роль в уничтожении врагов ОУН и украинской государственности. Начиная с октября 1943 г. СБ на Волыни подчинялась Военному штабу Главного командования УПА. Главной единицей СБ был район. Районный руководитель СБ сам решал, кто является врагом. При этом его действия были практически никому не подконтрольны. Члены СБ часто совмещали свои посты по линии СБ с постами в ОУН и УПА.
После ІІІ Чрезвычайного Великого Съезда продолжались многочисленные мелкие боевые столкновения УПА с немцами. Однако, несмотря на поражения Германии на Восточном фронте, осенью немецкое командование решило «навести порядок» у себя в тылу. В середине октября началось наступление карательных войск на территории, контролируемые повстанцами, которое возглавил обергруппенфюрер СС Ганс Прюцман. В ходе осенних операций 1943 г. были ликвидированы повстанческие «республики» на Волыни. Для разгрома Колковской «республики» даже была проведена операция с участием авиации и артиллерии.

## Возобновление сотрудничества ОУН (б) с немцами
По мере приближения фронта всё больше нарастала активность УПА в отношении советских партизан, они отвечали ей тем же. 13 ноября 1943 г. глава Рейхскомиссариата Украина Эрих Кох отмечает, что вооружённые отряды националистов на Волыни ведут бои с советскими партизанами, не проявляя активности в отношении к немцам и констатирует, что «в конце концов, враждебно настроено к Рейху националистическое украинство, кажется, получило в этот момент очень полезный урок, и пожалуй, впервые задумалось, что, собственно говоря будет означать, если Рейх покинет Украину».
А уже с конца 1943 г. взятый руководством ОУН и УПА курс на фактическое избегание боёв с немцами позволил местным руководителям повстанческой армии и руководителям низовых структур ОУН постепенно наладить связи с представителями немецкой оккупационной администрации и командирами частей вермахта. Стороны согласовывали план дальнейших действий, в соответствии с которым УПА должна была обеспечивать немцев разведывательной информацией и вести широкомасштабную диверсионную работу в тылу наступающей Красной Армии, немцы же брали на себя обязательство передать бандеровцам некоторое количество стрелкового оружия, боеприпасов, средств радиосвязи, медикаментов. Было принято решение увеличить численность УПА путём мобилизации населения и широко развернуть строительство схронов. Лишь после прихода советских войск следовало выступить против Советского Союза.
Контакты между ОУН-УПА и спецслужбами Третьего Рейха — доказанный факт. Подтверждением этому служат как немецкие/советские документы, так и оуновские. После разгрома повстанческих республик и коренного перелома на фронте руководство ОУН стремилось к тем или иным видам военного сотрудничества между вермахтом и союзными ему войскам. Факты сотрудничества УПА с немцами в 1944 году привели к возникновению легенды о том, что УПА якобы была создана немецкими спецслужбами. В действительности этот тезис не соответствует действительности и любой немецкой документальной базой не подтверждается.
В начале 1944 года советские войска заняли значительную часть территории Волыни. В марте были заняты Винница, Проскуров, Черновцы, Каменец-Подольский, Коломыя. Отряды УПА оказались по обе стороны фронта. К востоку от фронта начались столкновения с войсками НКВД. К западу от фронта создалась новая ситуация, в которой УПА была вынуждена постоянно отбиваться от советских партизан, которые получали подкрепления через линию фронта, порой даже чаще, чем действовать против немцев. Один немецкий документ, датируемый началом 1944 года, свидетельствует о масштабных боях между УПА и советскими партизанами в 63 км к юго-западу от города Сарны, а в ещё одном упоминались бои в местности между реками Стыр и Горынь. При этом ощущалась нехватка оружия, боеприпасов, медикаментов. Борьба УПА против двух превосходящих сил чрезвычайно осложнилась. Поскольку ситуация на фронте кардинально изменилась, то немцы пытались обеспечить в собственном тылу хотя бы нейтралитет находящихся здесь отрядов УПА. В связи с этим в отдельных районах Волыни и Полесья имели место встречи немецких представителей с местными командирами УПА и проводниками ОУН.
13 января 1944 г. между местными отрядами УПА и начальником немецкого гарнизона в Каменец-Каширском районе было достигнуто соглашение, по которому УПА в обмен на постройку моста через реку Турия и защиту города от советской армии получала боеприпасы, фураж и, наконец, сам город. Было немало случаев, когда повстанцы выменивали у немцев оружие на продовольствие. Последний глава УПА Василий Кук в своём интервью российскому историку Александру Гогуну свидетельствовал: «Они нам давали винтовки, мы им — сало».
20-21 января 1944 года в районе села Злазне Костопольского района Ровенской области состоялись переговоры между офицером немецкого корпуса «боевая группы Прюцмана» и представителем одного отряда УПА. Уповцы согласились передавать немцам разведывательные данные (но отказались воевать совместно с немцами). Немцы согласились в ограниченном количестве поставлять ОУН боеприпасы. Кроме того генерал Артур Гауффе, комендант 13-го армейского корпуса вермахта подал собственную оценку действий УПА 29 января: «Вооружённые силы УПА борются за свободную и независимую Украину и фанатично верят, что смогут достичь этой цели, их врагами являются немцы и русские. Они соглашаются сейчас идти с нами на переговоры потому, что в данный момент они считают наиболее опасными русских». Также он высказал мнение о том, что в некоторых случаях можно поставлять тому или иному отряду незначительное количество боеприпасов. Если же невозможно заключить соглашение о сотрудничестве или нейтралитет, то «воевать против УПА так же, как и против всех других банд и уничтожать их».

На основании полученных от Гауффе данных, начальник СД в дистрикте Галиция оберштурмбаннфюрер СС Йозеф Витиска 24 февраля 1944 года издал приказ № 395/44, по которому командирам частей, находящихся в подчинении 4-й танковой армии, надлежало:

«…1. Положить в основу, как и раньше, беспощадную борьбу против банд всякого рода.

2. Если в отдельных районах большие или малые группы украинского националистического движения объявят о своей борьбе на стороне немецкого вермахта против русских регулярных частей или советских банд, то из этого следует извлечь пользу для своих войск. В частности, таким образом настроенные украинские соединения необходимо использовать для проведения разведки, а особенно против советских банд».

4. В связи с трудностями опознания национальной принадлежности банд, рекомендовать украинским националистическим формированиям при появлении немецких войск уклоняться от встречи

Договоры или соглашения с украинскими националистическими бандами письменно не оформлять..
12 февраля 1944 в окрестностях Кременца и Вербы была достигнута ещё одна договорённость. Отряд УПА прекратил нападать на немецкие подразделения, потому что в то же время вёл бои против большого количества рейдирующих советских партизан в районе Кременца и Антоновцев. Между вермахтом и УПА был установлен специальный пароль «Гауптманн Феликс», но действовал он недолго. Бригаденфюрер СС Карл Бреннер отмечал, что со стороны УПА поступали угрозы военнослужащим вермахта, в связи с тем, что последние занимались грабежом населения и немецкой администрацией проводилась депортация пожилых людей на каторжные работы в Рейх.
Сотрудничество германского командования и УПА подтверждают и донесения советских партизан. Основным негативным фактором от действий УПА указывалась утрата одного из важнейших козырей партизан — скрытности перемещения, — наблюдатели ОУН и УПА сообщали немцам о местонахождении партизанских отрядов. Им же УПА передавало захваченных партизан и парашютистов. При этом руководство ОУН оставляло инициативу переговоров с немцами только за собой, так как боялось, что переговоры с немцами, стань они достоянием гласности, полностью скомпрометируют украинское движение. Узнав о переговорах командиров УПА с немцами на местах, главнокомандование УПА запретило вести переговоры с немцами. 7 марта один из куренных УПА-Север Порфирий Антонюк-«Сосенко», который вёл переговоры с немцами, в соответствии с решением воинского трибунала был расстрелян.
Но переговоры с немцами на местах, тем не менее, продолжались. Иногда они приводили к совместным действиям отрядов УПА на местах и сил вермахта против Красной Армии. С февраля 1944 году некоторые отряды УПА совместно с частями 14-й гренадерской дивизии Войск СС «Галиция» вели борьбу с советскими и польскими партизанами на территории дистрикта Галиция Генерал-губернаторства. По данным НКВД 25 февраля 1944 года отряды УПА вместе с немцами произвели наступление на город Дубровица Ровенской области. Немецкой стороной были переданы УПА города Камень-Каширский, Любешев, Ратно. Органы НКВД даже отмечали случаи, когда после переговоров на местах в УПА вливались отряды немецких солдат с вооружением.
Уничтожение 9 марта 1944 года бандеровцами Героя Советского Союза, разведчика Николая Кузнецова («Пауля Зиберта») также было следствием сотрудничества украинских националистов со спецслужбами Третьего Рейха. Когда Кузнецов бежал из Львова, львовское отделение гестапо информацию о нём разослало повстанцам, из-за чего они смогли схватить Кузнецова и его спутников и, допросив, расстрелять.
Из докладной записки Народного комиссара государственной безопасности УССР Савченко Народному комиссару государственной безопасности СССР Всеволоду Меркулову 1 марта 1944 года:

При обыске у ТКАЧЕНКО-«ДОРОША» были обнаружены и изъяты два приказа, изданных им, как «шефом партизанского штаба диверсионных действий группы Востока УПА». ПРИКАЗ № 2 ...приказываю: Все отступающие немецкие части разоружать на каждом шагу, разоружённым показывать направление на запад и отпускать... На ликвидацию сексотов или иных вредных людей запрещаю расходовать боеприпасы /стрелять/".
Начальник полиции безопасности и СД Львова полковник полиции Вальтер Биркамп сообщал, что 11 марта 1944 г. в районе Подламин около 200 повстанцев «объявили борьбу против большевизма совместно с германским вермахтом». Немцы передали повстанцам оружие, боеприпасы и перевязочные материалы, Биркамп рекомендовал относиться к УПА, не как к «банде», а как к союзному войску. В этом же документе отмечалось, что для переговоров с УПА выезжал майор Гибель — сотрудник отдела «l-ц» группы армий «Юг», дислоцировавшейся в городе Броды, содержалась информация об обстреле уповцами из гранатомётов костёла, где прятались до 500 поляков.
2 апреля 1944 года глава УПА-Север — Дмитрий Клячкивский через абверкоманду группы армий «Северная Украина» передал письмо в Главное командование немецкой армии в Галиции, в котором обозначил условия, на которых УПА могла бы скоординировать свои действия против большевиков с вермахтом:
1. Командование немецкой армии добьётся от правительства Германии освобождения из тюрем и возвращения на родные земли Проводника ОУН Степана Бандеру и всех политических заключённых (...).
2. Части немецкой армии, администрации и полиции прекратят акции уничтожения населения украинских земель, также как их имущества или личной свободы.
3. Факторы немецкой армии, администрации и полиции не будут препятствовать мобилизации украинского народа к УПА.
4. Немецкие войска, администрация и полиция не будут вмешиваться во внутренние дела украинских земель и не будут препятствовать нам в преодолении элементов, которые сотрудничают с большевиками или хотят с ними сотрудничать.
5. Немецкое командование выдаст со своих складов для довооружении отделов УПА: 10000 винтовок, 250 000 патронов к ним, 200 штук скорострелов «Кольт» и по четыре ленты патронов к ним, 20 полевых коротких пушек, 30 штук гранатомётов «Штокесив», 10 зенитных пушек, 500 большевистских «финок» или немецких «МП», 500 револьверов бельгийских «НФ» калибра 9 мм, 10000 гранат, 100 мин и соответствующее количество патронов для пушек, гранатомётов и пистолетов.
6. Немецкие военные и полицейские части не будут препятствовать УПА проводить боевые, политические и разведывательные операции.
7. Немецкие части обяжутся дать повстанцам возможную помощь авиацией[233].

При этом Клячкивский отметил, что есть большие сомнения относительно победы самой Германии над большевиками, а это потому, что:
1. в наиболее критический момент Германию бросают все её прежние союзники;
2. бессмысленная политика сумасшедшего Гитлера и его бандитско-партийной клики натравила против Германии порабощённые народы Востока и Запада Европы;
3. немецкая армия деморализована и утратила веру в победу ... "[234].

На совещании начальников 101-й, 202-й и 305-й абверкоманд во Львове 19 апреля 1944 г. начальник «Абверкоманды 101» подполковник Лингардт сообщал, что ранее он проводил свою разведывательную работу главным образом через военнопленных: «Под влиянием военных успехов Красной Армии сейчас почти невозможно привлекать их для использования в немецких интересах. По этой причине единственной возможностью для него остаётся использование людей УПА. За линией фронта без связи с УПА его разведывательная деятельность была бы немыслимой». Начальник «Абверкомманды 202» подполковник Зелигер высказал аналогичные взгляды. Против высказался начальник «Абверкомманды 305» полковник Христианзен, поскольку по вине УПА 14 Гренадерская Дивизия СС-Галичина, равно как и украинская вспомогательная полиция, большей частью находятся на грани разложения и массово переходят в ряды повстанцев.
В течение весны во Львове происходили переговоры уполномоченных полиции безопасности и СД Галиции с греко-католическим священником Иваном Гриньохом, выступавшим под псевдонимом «Герасимовский», которые полностью закончились только летом 1944 года. Переговоры проходили в несколько этапов. Первый состоялся 6 марта 1944 г. Гриньох выдвигал криминал-комиссару Паппе условия: не арестовывать украинцев, освободить всех украинских политических заключённых из тюрем и концлагерей, прежде всего женщин и их детей; немцы свернут свою агитацию, порочащую ОУН как большевистскую агентуру; ОУН получает свободу организационной работы и приготовления к борьбе с большевиками после отступления немцев, немецкая полиция защитить гражданское украинское население от польского террора и провокаций. В случае выполнения этих условий руководство ОУН обещало, что отряды УПА не будет разрушать немецких коммуникаций и нападать на немецкие колонны, ОУН передаст немецким спецслужбам полученные её СБ документы о советских партизанах и диверсантах, УПА прекратит выгонять и уничтожать поляков, а только будет сообщать немцам о терроре со стороны польских партизан против украинского населения и потребует защиты, повстанцы активизируют борьбу с красными партизанами и регулярными войсками красной армии. Второй этап переговоров между Гриньохом и немецким представителем оберштурмбаннфюрером СС Йозефом Витиской состоялся во Львове 23 марта 1944. На переговорах было достигнуто соглашение об освобождении отдельных политзаключённых (Дарья Гнаткивская-Лебедь и её ребёнка) и о передаче Повстанческой армии оружия для борьбы в советском тылу. Немцы, теоретически согласились давать оружие тем повстанческим отрядам, которые должны были пересечь линию фронта и выйти в советский тыл. Очередная встреча между Гриньохом и Витиской состоялась 28 марта во Львове. Немецкий участник переговоров обвинил украинских националистов в том, что они продолжают нападения на немецкие войска, полицию, хозяйственные учреждения, проводят антинемецкую пропаганду и «разлагают» дивизию СС «Галичина». «Герасимовский» пообещал посодействовать прекращению враждебных действий в отношении немцев.
Однако, всё же никакой договорённости достигнуто не было. Только в начале осени 1944 года Гриньох в присутствии немцев встретился с находившемся в концлагере Степаном Бандерой и проинформировал его о переговорах. А Йозеф Витиска 22 апреля 1944 года телеграфировал руководителю гестапо Генриху Мюллеру о враждебной к немцам деятельности:

Совершая террор против поляков, УПА выступает в дистрикте как внушительная дестабилизирующая сила, она намерена усиливать эту деятельность впредь и стремится увлечь всю украинскую молодёжь так называемой «лесной идеей». К этому следует прибавить, что отдельные группы, особенно в южной части дистрикта, не боятся даже нападать на подразделения германского вермахта.
10 апреля 1944 г. ГК УПА издало распоряжение, под угрозой смерти запрещавшее местным организациям сотрудничество с немцами. Угроза была приведена в исполнение по отношению к некоторым командирам отрядов. Например, 15 апреля 1944 года был казнён ещё один офицер УПА Николай Олейник-«Орёл» за заключение договора с немцами о совместной борьбе против советских партизан и поляков. В опубликованных донесениях руководителей подразделений Абвера содержатся сведения о переговорах с «Орлом» в г. в Каменке-Струмилово. «Орёл» согласился в соответствии с указаниями германской стороны «заградить свой отрезок территории в 20 км на восток, против вторжения советско-русских банд или их частей, или например, взять на себя защиту дорогу Львов — Перемышль» и передал трофейную советскую карту. Прощаясь, «Орёл» пригласил немцев отпраздновать Пасху вместе с его подразделением. Заверенные делом «Орла» тенденции могли привести к «разложению» УПА и командование было обязано жестоко прекратить любые самовольные переговоры. После расстрелов «Орла» и «Сосенка», большинство повстанческих полевых командиров по просьбе немцев о переговорах давали стандартный ответ — «Договоритесь себе с нашим проводником Степаном Бандерой, приказам которого мы подчиняемся и которого вы удерживаете в своих руках».
20 апреля 1944 командующий немецкой группы армий «Северная Украина» Вальтер Модель написал краткую инструкцию по обращению немецких солдат при встрече с отрядами УПА. Он констатировал, что в отдельных случаях отряды УПА идут на определённые соглашения, но потому, что украинцы сейчас видят большую опасность в возвращении советской власти. И немцы должны понимать позицию УПА, направленную против любого иностранного господства. В редких случаях предложенную отрядам УПА сотрудничество для военных целей ещё можно использовать; в частности оказывать поддержку, когда речь идёт об усилении групп УПА на Волыни и Полесье, но никаких документов, которые бы освещали ход и последствия указанных операций пока не обнаружено.
3 мая во Львове вновь состоялась встреча между Иваном Гриньохом и Йозефом Витиской. «Герасимовский» сообщал ему, что украинские повстанцы захватили в плен 20 советских парашютистов и готовы передать их немцам при условии, чтобы охранная полиция помиловала и освободила приговорённых к смертной казни за хранение оружия националистов. Опубликованы также документы германской полиции о переговорах с руководителями одной из групп УПА Хмелем 19 мая 1944 г. Из переписки окружного руководителя в Каменке-Струмилово Неринга с Хмелем очевидно, что украинские националисты передавали немцам интересующую их информацию.
Но даже в то время, когда УПА вела переговоры с немцами, отдельные отряды бандеровцев вступали в бои с оккупантами.. Согласно одному немецкому донесению 26 июня 1944 г. произошёл бой возле города Николаева на Львовщине, в ходе которого гитлеровцы убили 29 членов УПА и взяли в плен 250 повстанцев. Другой бой между УПА и немцами произошёл 4 июля возле Рогатина. 11 июля отряд УПА недалеко от Грубешова атаковал подразделение СД.
В июле 1944 года, в ходе операции по захвату Западной Украины, советские войска окружили и разбили под Бродами восемь немецких дивизий численностью около 60 000 человек. Среди них было 10 000 бойцов дивизии СС Галичина. Порядка пяти тысячам удалось вырваться из окружения, но многие были убиты, ранены и захвачены в плен. По подсчётам, 3000 избежали плена, позже многие из них присоединились к повстанцам. На момент окончания Львовско-Сандомирской операции практически вся Галичина уже была в руках Советов. 27 июля Красная армия захватила Львов, Станислав и Перемышль, 6 августа — Дрогобыч и Борислав. Тем самым немцы потеряли почти всю Украину, за исключением горного хребта и Закарпатья. В то время лишь небольшая часть УПА находилась на немецкой стороне фронта, в Карпатах.
18 августа 1944 года начальник штаба армии «Северная Украина» генерал Вольф-Дитрих фон Ксиландер передал штабам армий пункты соглашения, которое заключил представитель УПА с офицером вермахта в районе Турки. Соглашение предписывало немцам не атаковать отряды УПА, если те не будут атаковать первыми. УПА, в свою очередь, соглашалась помогать вермахту разведданными и выводить немецких солдат за линию фронта. Это соглашение рассматривалось УПА как «тактическое средство, а не настоящее сотрудничество». Последним шагом в направлении окончательного свёртывания антигерманского фронта ОУН и УПА можно считать часть 1 приказа группы УПА «Запад-Карпаты» от 22 августа 1944 В нём отмечалось, что «немцы с отпущением украинской территории перестают быть для нас оккупантом и главным врагом». Исходя из этого, в приказе обращалось внимание на необходимость «сохранения Народной энергии на решительную и окончательную расправу с главным врагом Украины (большевиками)». Тем не менее, стычки между отрядами УПА и немцами продолжались, нередки были случаи нападения повстанцев на отступающие или разбитые части Вермахта с целью захвата оружия. Последнее столкновение произошло 1 сентября 1944 года. К концу месяца фронт уже вышел за пределы большей части Западной Украины.
В сообщениях советских партизан относительно действий УПА в 1944 году на Волыни указывалось: «Находясь продолжительное время (июнь 1943 — январь 1944) на территории Волынской и Ровенской областей, мы не располагаем какими-либо фактами о том, где украинские националисты, помимо повсеместной пустой болтовни в своей печати, вели борьбу против немецких захватчиков и поработителей». (из докладной записки Никите Хрущёву и Тимофею Строкачу от Алексея Фёдорова 21 января 1944 года). В докладной записке от 22 июля 1944 года Демьян Коротченко писал Хрущёву: «Украинские националисты не пустили под откос ни одного немецкого эшелона, не убили ни одного немца, не считая случаев уничтожения отдельных полицаев».
К концу 1944 года, по мере того, как Красная армия продвигалась на Запад к границам Германии, руководство Третьего Рейха было вынуждено пересмотреть своё отношение к украинскому национализму и УПА как потенциальному союзнику в войне против СССР. Осенью 1944 года из концлагеря Заксенхаузен были выпущены на свободу несколько десятков украинских националистических деятелей. Среди них в частности — Степан Бандера, Андрей Мельник, Тарас Бульба-Боровец и другие. Немецкие власти намеревались использовать украинские националистические организации для диверсионной деятельности в тылу Красной Армии, в надежде на то, что это хоть как-то поможет ослабить наступающего противника. Немцы создали специальную команду абвера (ею руководил капитан Витцель — «Кирн»), которая поддерживала контакты с украинским национально-освободительным движением. С осени в немецких военных школах организовывались курсы, которые должны были в течение двух-трёх месяцев подготовить специальные разведывательно-диверсионные отряды из украинских националистов и немцев. Их должны были выбрасывать с парашютом за линию фронта на территорию Западной Украины, где диверсантам рекомендовалось наладить связь и сотрудничество с УПА, и организовать самостоятельные повстанческие отряды. Общая численность этих групп составила несколько сот человек, но в должной степени их не удалось использовать. Столь рискованные планы стали известны органам НКВД. Практика применения диверсантов-парашютистов благодаря оперативным действиям советской стороны на протяжении осени-зимы 1944 года в целом себя не оправдала. Да и повстанцы далеко не всегда лояльно встречали высадившихся десантников. В их отношении командование УПА издало специальное указание задерживать и разоружать эти группы, и после проверки органами СБ ОУН переводить в УПА или боёвки, как обычных стрелков «с правом аванса». «Ненадёжные» подлежали уничтожению. Документ делил «парашютов» на чужих и своих. Первые — «национальные парашютные подразделения (власовцы, немцы)». Вторые — диверсионные и разведывательные группы, выбрасываемые абвером на базы УПА.
Бандеру и других оуновских деятелей после освобождения из концлагеря перевезли в Берлин. Там Бандере предоставили квартиру в доме, где на нижнем этаже жили гестаповцы, которые за ним следили. Тут ему предложили, чтобы он возглавил украинский освободительный комитет, который должен быть создан в Германии (по аналогии с русским освободительным комитетом генерала Андрея Власова). Этому комитету должны были подчиняться все украинские националистические группировки и даже УПА. Бандера заявил, что он не может создать такой комитет, так как за своё время пребывания в концлагере он нe имел ровным счётом никакого влияния на ОУН, УПА и УГВР. Он посоветовал немцам обратиться к другим тематическим объединениям и деятелям. Подробнее о привлечении Степана Бандеры к созданию Украинского национального комитета свидетельствует заметка сотрудника Министерства по делам Восточных территорий Отто Бройтигама. В ней он о бандеровцах отзывается с явным недоверием: «В прошлом это движение было направлено больше против Германии, чем против большевизма. И всё же руководимая этим движением УПА является сегодня очень ценным орудием борьбы против большевиков, что заслуживает всяческой поддержки, хотя многие представители немецкой гражданской администрации и стали её жертвами.».
Подробности отношений украинских националистов и немцев на рубеже 1944—1945 гг. можно узнать из протокола допроса абверовца лейтенанта Зигфрида Мюллера. В конце осени был прикомандирован к «Абверкоманде-202» (г. Краков). При назначении он прошёл инструктаж. «Заместитель начальника отдела I-Ц генерального штаба по делам разведки капитан Дамерау и капитан Штольц сообщили мне, что в октябре 1944 г. начальник „Абверкоманды-202“ капитан Кирн установил связь с южным штабом УПА и ведёт с украинскими националистами переговоры о привлечении повстанческих отрядов УПА к проведению диверсионной работы в тылу Красной Армии». Для детального выяснения возможностей дальнейшего сотрудничества 27 декабря с Кракова в расположение Главного командования УПА самолётом переброшена специальная группа в составе Витцеля (Кирна), Юрия Лопатинского — бывшего адъютанта Шухевича в батальоне «Нахтигаль», Василия Чижевского с инструкциями от Бандеры и радиста Скоробагата. Во время встречи с командующим УПА Шухевичем ему передали 5 млн рублей, которые предназначались для финансирования антисоветской борьбы ОУН и УПА. Получив деньги, он довольно пессимистично оценил перспективы сотрудничества с Германией, которая проигрывала войну. Шухевича больше интересовали возможности контактов с Англией и США, в которых виделись потенциальные союзники в борьбе с коммунистическим режимом. После завершения консультаций все украинцы — члены специальной группы, остались в расположении УПА, а Витцель отбыл в Рейх.
Контакты немцев с УПА прекратились в начале 1945 года. Приближающаяся катастрофа Третьего рейха не способствовала продолжению сотрудничества. Соглашения с точки зрения украинского подполья стали приносить больше вреда, чем пользы. Немногие немцы, воевавшие на украинской стороне, остались в УПА. Вполне возможно, что это — группа инструкторов по разведке и диверсиям, выступавшая там в связи с заключёнными соглашениями. Были также некоторые дезертиры из вермахта, которые попросту не хотели продолжать сражаться за Гитлера. Как указывают современные украинские историки, в 1944 года немцы в рамках сотрудничества передали УПА около 10 тысяч станковых и ручных пулемётов, 26 тысяч автоматов, 72 тысячи винтовок, 22 тысячи пистолетов, 100 тысяч ручных гранат, 300 полевых радиостанций. Бывший начальник полиции безопасности и СД в Галиции Йозеф Витиска, касаясь взаимоотношений УПА с немцами, в своём рапорте 18 декабря 1944 года на эту тему заявлял: «Те несколько связей, которые отдельные подразделения УПА имели с частями вермахта и за разведывательную информацию получали от них военное снаряжение, не имели существенного значения».
В целом взаимоотношения УПА и немцев в этот период многие современные украинские историки характеризуют как «вооружённый нейтралитет» — УПА обязывалась первой не нападать на немецкие силы, предоставлять немецкой стороне разведывательные данные, получая в обмен оружие и ответный нейтралитет. В случае нападения немцев на отряды УПА или украинские сёла формирования УПА должны были давать решительный отпор. Однако такой была политика ГК УПА. На местах отдельные командиры часто без санкции сверху вступали в переговоры ради совместных действий против Красной Армии с немцами. Бывший командир УНС Александр Луцкий рассказывал на допросе в НКВД, что провод ОУН официально выступал против переговоров с немцами. За локальные переговоры с оккупантами Служба Безопасности ОУН ликвидировала несколько десятков полевых командиров. Смертная казнь, по словам Луцкого грозила даже Василию Кук, но его спасли только личные боевые заслуги.
Немецкий фельдмаршал Эрих фон Манштейн, командующий группой армий «Юг», в своей книге «Утерянные победы», написанной уже после войны, упомянул отряды УПА, как «боровшиеся с советскими партизанами, но, как правило, отпускавшие на свободу попавших им в руки немцев, отобрав у них оружие». Сотрудник Министерства по делам Восточных территорий Отто Бройтигам в своих послевоенных мемуарах о отрядах УПА также писал: «На Украине появилось движение Сопротивления, Украинская Освободительная Армия (УПА), которая направила своё оружие против напиравшей Красной армии, точно так же как и против немецкой гражданской администрации на селе. Против немецкой армии она не сражалась».

### Отношения УПА с союзниками Третьего Рейха

#### Королевство Венгрия
Украинские националисты вели переговоры не только с представителями германского командования. Например, в переговорах с венграми они добились наибольших успехов.
В связи с ситуацией в Карпатской Украине в марте 1939 отношение ОУН к венграм на начальных этапах Второй Мировой войны было негативным, но не привело к каким-либо насильственным действиям против них. В первой половине 1943 венгерские оккупационные войска, которые по заданию немцев выполняли полицейские-охранные задачи на Волыни, часто привлекались немецким командованием к проведению антиповстанческих операций и пацификационных акций в украинских сёлах. Так, в апреле 1943 в районы Березно, Людвипиль, Мизоч, Острог, Шумск и Кременец была переброшено войсковое соединение, в составе которой было два венгерских полка. После трёхдневных боёв в лесах карателям удалось достичь лишь условных успехов, оттеснив основные соединения УПА с Полесья и северной части Волыни на Юг Волыни. Немецкий документ «Национально-украинское бандитское движение» по этому поводу отмечал: «В апреле благодаря операциям наших подразделений, в главном районе деятельности банд Березно — Людвиполь наступило временное успокоение, но зато в районах к югу от автомагистрали деятельность банд активизировалась. На это время приходятся многочисленные нападения на южную дорогу и посты жандармерии».
Первые переговоры между ОУН и венгерскими силами состоялись на Волыни в августе 1943 и носили локальный характер, после некоторых столкновений с отрядами УПА, венгерские войска, дислоцировавшиеся на Волыни, не желая проливать кровь за немецкие интересы, втайне от гитлеровцев заключили соглашение с одним из отрядов и заявили командному составу, что хотят видеться с руководством УПА и наладить взаимоотношения мадьяр с УПА, поскольку они не поддерживали нацистской политики по отношению к евреям и славянам, а 9 октября 1943 г. между УПА и венграми было заключено предварительное соглашение, согласно которому венгры обязались:
1. а) не вести военных операций против УПА,
2. б) не реквизировать у населения продукты питания, фуража.

УПА обязалась:
1. а) не препятствовать венграм проводить добровольные закупки продуктов питания и фуража у населения для венгерской армии,
2. б) разрешить им пользоваться лесом[269].

28 октября 1943 г. глава УПА Дмитрий Клячкивский отдал приказ не атаковать войска союзников Третьего Рейха: «1) Прекратить все действия против венгров, румын, словаков, латвийцев и других, которые пребывают на нашей территории, и под угрозой немецкого террора исполняют немецкие приказы. 2) Как можно скорее прийти на местах к соглашению с указанными инонациональными военными частями и договориться с ними о взаимной неприкосновенности. … 3) Указанные национальные военные части гостеприимно принимать в наших сёлах, даже помогать продуктами. …».
На более высоком уровне переговоры между венграми и УПА начались в конце осени. В ноябре 1943 г. в Будапеште между представителями главного командования венгерских вооружённых сил и представителями руководства УПА было заключено окончательное соглашение о нейтралитете — венгерские войска отказывались от действий против УПА и карательных действий против местного украинского населения, УПА отказывалась от вооружённой борьбы против венгерской армии. Кроме этого соглашение предусматривало передачу венгерскими войсками в распоряжение УПА вооружения, медикаментов, различного рода оборудования. На местах соглашение порой нарушалось венгерской стороной, солдаты которой продолжали собирать продовольствие с местного украинского населения. Одновременно украинские националисты адресовали свои листовки-обращения солдатам венгерской армии. Например, в листовке, адресованной венгерским солдатам и изданной в январе 1944 г., УПА призывала венгерских солдат не выступать против УПА, а помогать ей, поскольку «помощь революционным движениям — этот удар по большевизму». Поэтому венгров призывали: «входите в контакт с Украинской Повстанческой Армией, завязывайте с ней тесные отношения, помогайте оружием и амуницией».
Несмотря на свой конспиративный характер, украинская подпольная миссия в столицу Венгрии не осталась без внимания западных дипломатов. В частности, бывший посол США в Будапеште Монтгомери вспоминал в своих воспоминаниях о том, что руководители украинских повстанцев были приглашены в Будапешт, где в результате переговоров с представителями венгерского командования была достигнута секретная договорённость о ненападении, отказ от практики захвата в плен солдат обеих армий и обмен военнопленными.
По словам Михаила Степаняка, националисты изменили своё отношение к Венгрии, поскольку венгерские войска изменили своё отношение к украинскому населению. Кроме этого, сотрудничество с Венгрией, считали они, не повлечёт таких негативных политических последствий, как сотрудничество с Германией, поскольку в тот момент Венгрия искала возможности для заключения сепаратного мира с союзниками.
В то же время в Станиславской области (современная Ивано-Франковская область) венгерские войска защищали польское население от террора УПА и с мая 1944 вели активные боевые действия против отрядов УПА. Немецкое командование долгое время выступало против проведения венгерскими частями ответных карательно-пацификационных мероприятий, но всё-таки дало своё согласие на эти акции. Вследствие этого во второй половине мая 1944 состоялась массовая репрессивная акция, проведённая на территории ряда районов венгерскими частями. Между немецко-венгерскими подразделениями и УПА происходили ожесточённые столкновения, которые порой продолжались несколько дней, но вскоре закончились из-за того, что советско-германский фронт приближался, и обе стороны решили остановить ненужное кровопролитие. В тот момент, когда между венграми и УПА вновь достигалось понимание, повстанцы не только прикрывали отступление венгров, но и выводили их из окружения за умеренную плату — оружием. В немецком донесении о положении на Востоке № 1028 от 08 апреля 1944 г. упоминалось, что в 37 километрах к югу от Стрыя было крупное столкновение между УПА и венграми, однако результаты его неизвестны.

#### Первая Словацкая Республика
Имели место вооружения вооружённые столкновения партизан УПА и с частями Мобильной Дивизии Словакии. В течение 1943 г. мобильная дивизия была преобразована в 1-ю пехотную дивизию, её сняли с фронта и направили на охрану черноморского побережья. Вместе с германскими и румынскими войсками словаки отступали с боями через Каховку, Николаев и Одессу. Затем охранная дивизия была переведена в украинское Полесье, где и принимала участие в боях c украинскими повстанцами.

#### Королевство Румыния
В начале 1943 г. помимо Волыни и южного Полесья подполье ОУН (б) и УПА было вынуждено перейти также и к открытому противостоянию с румынскими войскам и карательно-репрессивными органами на оккупированных украинских территориях Северной Буковины, рассматривая эту страну в качестве союзника гитлеровской Германии. Это приводило к чрезмерному распылению сил украинского националистического движения, в то время, когда наоборот требовалась наибольшая концентрация усилий для борьбы против двух главных противников — СССР и Германии. Осознавая это, а также руководствуясь решениями Третьего Чрезвычайного Сбора ОУН (б) от 21-25 августа 1943 о необходимости изъятия второстепенных фронтов в борьбе за создание Украинского независимого государства
Что же касается отношений УПА с Румынией в 1944 году, то они складывались с такими же эксцессами, как и с Третьим Рейхом. С румынами, помимо Северной Буковины, оккупировавшими и так называемую Трансистрию — территорию между Южным Бугом и Днестром — ОУН и УПА стремились заключать соглашение. В ходе нескольких раундов технических консультаций, проходивших между офицерами румынской военной разведки и представителями провода ОУН Транснистрии в конце 1943 — начале 1944 гг. были обсуждены главные модальности переговоров. Следовательно, началась подготовка делегаций. Сначала Провода ОУН (б) намеревался назначить руководителем украинской делегации известного политического деятеля Буковины Василия Симовича, который хорошо владел румынским языком и разбирался в государственных проблемах Румынии. Однако по состоянию здоровья он был вынужден отказаться. Следовательно, дипломатическую миссию ОУН (б) в Румынии возглавил отец Иван Гриньох, как наиболее опытный дипломат в среде оуновского актива, знаток нескольких иностранных языков (французского, английского, немецкого и польского), который недавно вернулся из Будапешта, где также принимал участие в переговорах с военно-политическими кругами Венгрии. Переговоры между украинским подпольем и Венгрией в декабре 1943 года В состав украинской делегации вошли также сотрудник Р-33 Провода ОУН (б) и представитель краевого военного штаба (КВШ) УПА-«Запад» Лев Шанковский («Мартович»), и представитель Главной Команды (ГК) УПА сотник М. Сильный («Карпенко»)..
Бывший руководитель ОУН в «Трансистрии» Тимофей Семчишин на допросе в НКВД 24 октября 1944 г. показал, что в ходе переговоров в Кишинёве с представителями маршала Иона Антонеску 17-18 марта 1944 г. между ОУН и УПА и Румынией были достигнуты устные договорённости по всем вопросам. Исключением стало непризнания со стороны ОУН восточной румынской границы, существовавшей до июня 1940 г. Поэтому договор так и не был подписан.
В 1944 году в Северной Буковине в аккурат к приходу Красной Армии была создана Буковинская Украинская Армия Самообороны (БУСА). До 1944 года активного националистического или советского партизанского движения, как такового здесь не было. По мере наступления Красной Армии Черновицкая область постепенно перешла под контроль военной администрации Вермахта. В апреле 1944 года сюда в село Стрелецкий Угол Кицманского района Черновицкой области прибыл мельниковец Василий Шумка («Луговой»). Примечательно, что ОУН (м) здесь ещё с 1940-41 гг. была значительно сильнее бандеровской фракции. Луговой возглавил местную группу самообороны. Отдельные группы самообороны начали действовать и в других районах Буковины. Позже сюда прибыли и десятки других мельниковцев и бандеровцев. Последние развернули здесь в селе Мигова лагерь подготовки кадров, хотя командование Группы армий «Южная Украина» стремилось не допустить повстанческой деятельности и поэтому на основе групп самообороны создало и вооружило мельниковскую Буковинскую самооборонную армию (БУСА), численностью до 600 человек. БУСА с приходом фронта вступила в борьбу с Красной Армией, а позже частично влилась в УПА-Запад, а частично ушла с немцами и в начале 1945 года влилась в УНА. В июле 1944 года Василий Шумка без разрешения Буковинского и Центрального управлений ОУН вступил в переговоры с вермахтом и вскоре за это был расстрелян.

## Ликвидация националистического подполья на Западной Украине
В конце 1943 — начале 1944 года, с приближением советских войск (1-й Украинский фронт, 13-я и 60-я армии) к районам действий УПА, отдельные отряды УПА оказывали им вооружённое сопротивление совместно с вермахтом.
Но против регулярной армии партизаны были малоэффективны. Их метод — партизанские действия в тылах: засады на шоссейных дорогах, обстрелы машин, убийства отдельных военнослужащих, нападения на военные склады, диверсии на коммуникациях. ОУН—УПА старались сорвать мобилизацию и поставки продовольствия для Красной Армии.
Только с января по февраль 1944 года в Ровенской области было зарегистрировано 154 нападения на подразделения и отдельных военнослужащих Красной Армии, в результате чего было убито 439 советских военнослужащих. В ряде случаев убийства совершались с особой жестокостью.
С 7 января по 2 марта 1944 года в полосе действий 13-й армии было зарегистрировано до 200 нападений отрядов УПА на небольшие колонны с военным имуществом и небольшие группы красноармейцев. В результате одного из таких нападений получил ранение в бедро и позже скончался командующий 1-м Украинским фронтом генерал Николай Ватутин.
По мере того как Красная Армия занимала территорию Польши, присоединённую в 1939 году к СССР, ОУН—УПА меньше воевали с воинскими частями и больше нападали на склады и на тыловые коммуникации.
В середине марта 1944 года в Ровно был создан оперативный штаб для борьбы с украинскими националистами. В эти области были направлены 2 бригады ВВ НКВД и оперативные группы из работников НКВД и НКГБ. В том числе из бывших партизан создано 19 опергрупп общей численностью 1581 человек. До 7 апреля в ходе 65 операций было уничтожено 2600 и взято в плен 3256 оуновцев. Собственные потери составили 112 убитых и 90 раненых. За период с 21 по 27 апреля 1944 года произошло 26 боёв и боестолкновений между НКВД и УПА, в ходе которых было уничтожено 2018 и захвачено в плен 1570 членов ОУН и УПА. Собственные потери — 11 убитых и 46 раненых. В то же время по сведениям УПА, только в одном бою под Гурбами было уничтожено 2000 «большевиков» при собственных потерях в 200.
В конце августа к «ликвидации немецко—украинских националистических банд» подключаются бывшие советские партизаны. За сентябрь 1944 года ковпаковцы уничтожили 981 «бандита» и взяли в плен 262 «бандпособника». С 1 октября по 5 ноября уничтожили 128, взяли в плен 423 «бандита» и захватили 231 «бандпособника». Это при собственной численности в 1635 человек.
Но самой эффективной мерой оказалась амнистия. 14 февраля 1944 года выходит обращение Правительства УССР «К участникам так называемых УПА и УНРА», которым в случае добровольной явки с повинной обещалась амнистия для не совершивших тяжких преступлений.
Второй и тоже эффективной мерой стал призыв — мобилизация мужского населения, и прежде всего до 30 лет, в действующую армию. До 25 апреля 1944 года было мобилизовано 170 тысяч, а до 23 сентября 525 тысяч (из них 72 тысячи поляков), проживавших в Западных областях. УПА и ОУН—СБ пытались не допустить мобилизацию, нападая на военкоматы и колонны призванных.
Всего от действий ОУН—УПА в период с 1944 по 1956 год погибло 3199 военнослужащих Вооружённых сил, погранвойск и внутренних войск СССР, из них 2844 до 1 мая 1945 года. Как тогда говорили, «убитыми и повешенными». А на каждого убитого приходилось 2-3 «пропавших без вести и уведённых в лес». То есть потери — 15 % списочного состава войск.
Историю ОУН и УПА 1945—1956 годов можно рассказывать долго. Но будет это однообразная история взрывов, пожаров, убийств, облав. Считая Волынь и Галичину «западными областями СССР», НКВД вело самую настоящую войну, двигая по Волынской, Ровенской, Тернопольской, Станиславской, Черновицкой областям стрелковые дивизии, кавалерийские полки, сабельные эскадроны, стрелковые бригады, отдельные стрелковые батальоны — общим числом в 26 304 человека (две дивизии).
Этих сил оказывается недостаточно. 9 октября 1944 года по НКВД и НКГБ СССР издаётся приказ «Про мероприятия борьбы с ОУНовским подпольем и ликвидации вооружённых банд ОУН в западных областях СССР». Приказом в Западную Украину перебрасывается 1 полк конвойных войск (1500 чел.), 1 полк по охране промпредприятий (1200 чел.), 3 бронепоезда с десантом по 100 человек, пограничные полки из Туркмении и Молдавии.
До ноября 1944 года было сформировано 203 истребительных батальона (27 796 бойцов) и 2997 групп содействия (27 385 членов). К концу 1944 года в западных областях насчитывалось 212 истребительных батальонов (23 906 бойцов) и 2336 групп содействия (24 025 членов).
Уповцы и другие партизаны имели армейское вооружение. НКВД захватило 1 самолёт (У-2), 1 бронемашину и 1 бронетранспортёр, 35 орудий, 323 миномёта, 321 станковый и 2588 ручных пулемётов, 211 ПТР, 18,6 тыс. винтовок, 4,2 тыс. автоматов, 135 раций и 18 типографий.
Бандеровцы «садились в схроны» — то есть в замаскированные подземные блиндажи, и из схронов совершали свои набеги на советские учреждения и на подразделения оккупационной Советской Армии. Некоторые схроны были огромными, площадью в десятки тысяч квадратных метров, деревянными подземными крепостями из многих помещений, соединённых переходами. В Советской же Армии выделялись особые отряды, которые проверяли специальными щупами — нет ли под землёй схрона.
1947 год стал последним годом для ОУН и УПА на территории Польши — переселение украинского населения и высокая активность польских органов правопорядка вынудило остатки УПА и подполья ОУН пробираться на Запад наиболее безопасным путём — через Чехословакию. Из полутора—двух тысяч членов УПА, действовавших в Польше, до цели смогли добраться около ста человек.
Формально деятельность штабов и подразделений УПА была прекращена 3 сентября 1949 года. Это, однако, не означало прекращения деятельности всего националистического подполья на Западной Украине. Крупные отряды были фактически ликвидированы к концу 1953 года. Отдельные мелкие группы действовали до начала 1956 года. Последний бой партизанской группы УПА состоялся 12 октября 1959 года, возле хутора Лозы Подгаецкого района Тернопольской области. Последним повстанцем называл себя Илья Оберишин, который провёл сорок лет на нелегальном положении и покинул лес только в 1991 году, после обретения Украиной независимости.
По данным 4 отдела МГБ УССР, в 1944—1956 годах было уничтожено более 155 тысяч боевиков УПА и подпольщиков ОУН, 76 тысяч явились с повинной, и 134 тысячи было взято в плен.

## Послевоенные события

### Деятельность в эмиграции
По завершении Второй мировой войны в Европе оба лидера фракций ОУН — Бандера и Мельник — оказались в зоне оккупации западных союзников, а к концу 1945 — в сфере интересов спецслужб западных стран. Особую активность, как и ранее, проявила ОУН(б). С официальным началом Холодной войны в 1947 году их активность в эмигрантской среде, при поддержке разведок США и Великобритании, возросла, в то время как активность на территории Украины и Польши усилиями служб безопасности СССР и Польши подходила к концу. Попытки ОУН наладить связь с исчезающим за железным занавесом подпольем потерпела неудачу — из 19 сброшенных в 1952 году связных 18 попали в МГБ. В то же время, ещё с 1946 года в самой ОУН(б) назревал внутренний раскол между «ортодоксами» во главе с Бандерой и «реформистами», представленными Зиновием Матлой и Львом Ребетом, — который фактически оформляется в 1956. Тогда из ОУН(б) выделилась фракция, возглавляемая Зиновием Матлой и Львом Ребетом и получившая название «Заграничная ОУН», или ОУН(з) (по числу лидеров её иногда неформально называют «двійкарі» (от «укр. двійка» — «двойка»)). ОУН(м) в то же время наладила контакты с представителями УНР (её глава Плавьюк в 1989—1992 году даже стал последним президентом УНР) и постепенно отошла от радикально-националистической основы, став правоконсервативной партией. ОУН(б) эволюционировала слабо, фактически оставаясь на позициях начала 1930-х годов — несмотря на это, она доминировала в националистической эмигрантской среде, в особенности, США и Канады, став особенно востребованной в период пика холодной войны в первой половине 1980-х.
В феврале 1946 года, выступая от имени УССР на сессии Генеральной Ассамблеи ООН в Лондоне, советский поэт Николай Бажан потребовал от стран Запада выдачи многих украинских националистов, в первую очередь Степана Бандеры, назвав его «преступником против человечества». В том же году, понимая, что силами одних украинских националистов антибольшевистскую борьбу вести невозможно, Степан Бандера инициировал организационное оформление образовавшегося ещё в 1943 году Антибольшевистского блока народов (АБН) — координационного центра антикоммунистических политических организаций эмигрантов из СССР и других стран соцлагеря. Во главе АБН встал ближайший единомышленник Бандеры Ярослав Стецько.
С 28 по 31 августа 1948 года в Миттенвальде (Западная Германия) проходила Чрезвычайная конференция ЗЧ (заграничные части) ОУН. Присутствовавший на ней Степан Бандера выступил с инициативой отправиться на Украину, чтобы лично принять участие в подпольной работе, однако присутствовавшие «краевики» (представители ОУН-УПА) возразили против этой идеи — не помогло даже цитирование писем Романа Шухевича, в которых тот называл Степана Бандеру проводником всей ОУН. В ходе конференции Бандера и его сторонники в одностороннем порядке лишили мандатов делегатов-«краевиков» и передали их представителям ЗЧ ОУН, о чём уведомили краевой Провод, однако руководство Провода это обстоятельство не приняло и обеспечило своих делегатов новыми мандатами. Это лишь усилило разногласия среди членов ОУН(б). В итоге конференция завершилась выходом Степана Бандеры из Коллегии уполномоченных — органа, членам которого предстояло коллективно руководить ЗЧ ОУН.
До 1955 года ОУН(б) взаимодействовала с британской разведкой, собирая для неё сведения о положении в СССР. С 1955 года Зарубежные части ОУН сотрудничали с западногерманской разведкой (БНД), с 1957 года — с итальянской (іт. SISMI).

### Убийство Степана Бандеры
Послевоенные годы для Степана Бандеры были напряжёнными, поскольку агенты советских спецслужб не оставляли попыток его похищения или ликвидации. Известно о шести неудачных попытках его убийства. Информация о большинстве из них основана на сообщениях людей из ближайшего окружения Бандеры. Поэтому в реальности их могло и не быть.
В 1947 году Степана Бандеру должен был ликвидировать по приказу МГБ СССР некий Александр Мороз. Покушение было раскрыто Службой безопасности ОУН.
В начале 1948 года из Польши в Западную Германию прибыл агент МГБ Владимир Стельмащук (оперативные псевдонимы «Жабски» и «Ковальчук»), капитан подпольной польской Армии Крайовой. Снова профессионально сработала Служба безопасности ОУН и предотвратила убийство лидера западноукраинских националистов.
В 1950 году Москва санкционировала подготовку очередного покушения на Степана Бандеру. Осенью 1952 года из Чехословакии прибыли два агента Москвы с документами на имена Легуди и Леман. Правоохранительные органы ФРГ арестовали их по подозрению в шпионаже.
На следующий год данные о жертве начал собирать агент МГБ, немец с Волыни Степан Либгольц (оперативный псевдоним «Липпиц»). В Мюнхене он попал под наблюдение Службы безопасности ОУН и спешно перебрался в Восточную Германию.
В 1957 году за Степаном Бандерой начал наблюдать агент чехословацкой военной разведки Никифор Горбанюк. Он проживал в Мюнхене с 1923 года. В 1958 году, обнаружив за собой слежку, он исчез из ФРГ.
В марте 1959 году в Мюнхене был арестован немецкой криминальной полицией некий Винцик, якобы работник какой-то чешской фирмы. Этот человек активно разыскивал адрес школы, где учился тринадцатилетний сын Степана Бандеры — Андрей.
В мае 1959 года в Москве состоялось Всесоюзное совещание работников КГБ. 14 мая на нём выступил один из ближайших соратников Никиты Хрущёва того времени — кандидат в члены президиума ЦК КПСС и секретарь ЦК Алексей Кириченко. На ней упоминался Степан Бандера и ОУН: «Хотелось бы мне остановиться на вопросах борьбы с буржуазными националистами. Неуклонное осуществление принципов ленинской национальной политики нашей партии, крупные хозяйственные успехи в нашей стране выбили почву из-под ног буржуазных националистов. Ликвидированы вооружённые банды и организованное подполье буржуазных националистов в западных областях Украины, в Белоруссии, Литве, Латвии и Эстонии. Решительно пресекались националистические проявления и в других республиках, краях и областях. Наши успехи в строительстве коммунизма нанесли смертельный удар по националистам. Однако было бы ошибкой полагать, что с националистами покончено, что можно ослабить борьбу с ними. Закордонные центры националистической эмиграции, а также националистические элементы внутри страны не прекратили борьбу. Они сейчас изменили свою тактику подрывной деятельности против нашей страны. Главари ОУН (организация украинских националистов) ведут линию на сохранение старых кадров, на то, чтобы между этими сохранившимися кадрами не было связи или поменьше было бы этой связи, чтобы националисты действовали тонко, в одиночку, чтобы они там, где нужно, себя показывали активистами, продвигались по службе. Многие буржуазные националисты — белорусские, украинские, из Прибалтийских республик, когда их реабилитировали, рассыпались по всей стране. Нельзя быть уверенными в том, что они стали совершенно честными, преданными людьми… Я бы считал одной из главных задач: нужно активизировать работу по ликвидации закордонных центров. Я считаю, что у нас эта работа идёт ещё плохо, а возможности у вас в этом отношении очень большие… Надо активно разоблачать Бандеру, Мельника, Поремского, Окуловича и многих других. Кто такой Бандера? Он был агентом гитлеровской разведки, потом английской, итальянской и ряда других, ведёт развратный образ жизни, жадный к деньгам. Вы же, чекисты, всё это знаете и понимаете, как можно скомпрометировать того же Бандеру».
По странному стечению обстоятельств через несколько месяцев после этого выступления Алексея Кириченко Степан Бандера погиб. Поздним утром, в четверг, 15 октября 1959 года жильцы одного из домов в Мюнхене сообщили в службу «Скорой помощи» о мужчине, лежащем на лестничной площадке. Лицо у него было в синяках и пошло чёрными и синими пятнами, а костюм запачкан кровью. Рядом с ним стояла сумка с продуктами. В левой руке он сжимал связку ключей. По дороге в больницу этот человек скончался.
Врач при осмотре тела обнаружил спрятанную под пиджаком кобуру с пистолетом и сообщил о находке в правоохранительные органы. Полиция быстро установила личность умершего — некий Стефан Поппель, а судмедэксперт констатировал факт «наступления смерти вследствие насилия, путём отравления цианистым калием». При тщательном осмотре трупа на лице были обнаружены микроскопические осколки оболочки ампулы с ядом. А верхняя губа имела глубокий порез.
Через несколько часов выяснилось, что владельца паспорта на самом деле звали Степаном Бандерой. После этого вопрос о том, кто «заказал» жертву, у полиции отпал сам собой: советские спецслужбы. Также была выдвинута теория, что Бандеру могли убить бывшие соратники по ОУН — между ними шла жёсткая борьба за власть, но в конце пятидесятых годов, прожив много лет в эмиграции, они уже были неспособны, как в молодости, на радикальные действия. Да и умереть в тюрьме никому из них не хотелось. Ещё один важный факт — необычное орудие убийства. Члены ОУН-УПА использовали традиционные средства умерщвления: верёвку, нож, пистолет и т. п. Цианистый калий — это из арсенала спецслужб.
Советская официальная пропаганда поспешила обвинить в совершении этого преступления министра по делам беженцев ФРГ Теодора Оберлендера, с которым Степан Бандера тесно сотрудничал в годы Второй мировой войны. Якобы по приказу этого политика «ликвидировали» руководителя ОУН. В Бонне к этой версии отнеслись скептически.
Также среди украинских эмигрантов начали стремительно распространяться слухи о том, что Степан Бандера стал жертвой западногерманских спецслужб. Эту версию полиция сразу же отвергла. Руководитель ОУН активно сотрудничал с британской разведкой. Маловероятно, что Бонн решил спровоцировать конфликт с Лондоном.
Было выдвинуто ещё одно предположение — Степан Бандера мог покончил жизнь самоубийством. Называли даже мотив этого поступка — ближайший соратник Мирон Матвиейко («Усмих») начал сотрудничать с КГБ в 1951 году и несколько лет обманывал его. Вот что о нём в своей книге «Поединок без компромиссов» написали Дмитрий Веденеев и Иван Быструхин: «Матвиейко Мирон Васильевич (1914, с. Беремовцы Зборивского района Тернопольской обл. — 10 мая 1984, с. Павлово Радеховского района Львовской обл.) Из семьи греко-католического священника. Псевдонимы — „Див“, „Жар“, „Рамзес“, „Усмих“. Член ОУН с 1930 г. Образование незаконченное высшее медицинское. Ответственный сотрудник референтуры СБ Провода ОУН (Б). По заданию ОУН с 1941 г. сотрудничал с контрразведкой Абвер. С весны 1949 г. — руководитель референтуры СБ ЗЧ ОУН. Занимался вопросами контрразведывательной защиты ячеек украинской политической эмиграции, подрывной работы против оппозиционных бандеровцам украинских политических организаций за рубежом. Один из особо приближённых к Бандере людей. Жена Матвиенко, Евгения Кошулинская — крёстная мать сына Бандеры — Андрея, технический сотрудник СБ ЗЧ ОУН. По словам лидера ОУН в Украине в 1950—1954 гг. Василия Кука, „способен на провокацию, может добиться признания даже от невинного человека“. За рубежом прошёл обучение в спецшколе английской разведки под псевдонимом „Модди“. Получил задание С. Бандеры нелегально прибыть в Западную Украину и подчинить силы движения сопротивления ЗЧ ОУН. В ночь с 14 на 15 мая 1951 г. с группой эмиссаров ОУН был заброшен с английского военного самолёта на территорию Тернопольщины. 5 июня того же года захвачен спецгруппой МДБ УССР. Принимал участие в оперативных играх советских органов госбезопасности с зарубежными центрами ОУН и спецслужбами некоторых стран НАТО. В связи с политической нецелесообразностью имитировать перед иностранным сообществом наличие движения сопротивления в Западной Украине специальные мероприятия были приостановлены. 19 июня 1958 года специальным постановлением Верховного Совета СССР помилован. 24 декабря 1960 года М. выступил в СМИ УССР с осуждением собственного участия в националистического движении».
Маловероятно, что предательство заброшенного за «железный занавес» эмиссара спровоцировало добровольный уход из жизни одного из руководителей ОУН. Версию самоубийства Степана Бандеры также опровергли и немецкие криминалисты. Они утверждали — было убийство, а не самоубийство. Об этом свидетельствовал порез на верхней губе. Да и место, и время для самоубийства были выбраны странно. Криминалисты так и не смогли реконструировать тип и модель оружия, из которого стреляли в жертву. Если это газовый баллончик, то почему на лицо жертвы попали фрагменты ампулы с ядом. Если убийца использовал носовой платок, смоченный смертоносным веществом, то как он выжил сам, вдыхая пары цианистого калия. Ответы на эти и другие вопросы западногерманские правоохранительные органы услышали от убийцы, который добровольно явился с повинной. Рассказанная им история выглядела слишком фантастичной и похожей на сюжет бульварного романа. Потребовалось несколько месяцев на её проверку.
Вечером 12 августа 1961 года в американский разведывательный центр в Западном Берлине позвонили из полицейского участка по обычному делу: человек, представившийся агентом советской разведки Богданом Сташинским, приехал городской железной дорогой в западный сектор, обратился в полицию и требует связать его с американскими властями. Такие инциденты тогда происходили регулярно. Сотрудники ЦРУ первоначально равнодушно отнеслись к этому сообщению и, следуя инструкции, провели первый допрос перебежчика.
Богдан Сташинский признался в совершении двух убийств: Степана Бандры и другого лидера ОУН Льва Ребета. Последний скончался утром 12 октября 1957 года от «острой сердечной недостаточности» на лестничной площадке в подъезде дома редакции газеты «Украинский самостийник». Под медицинским заключением о причинах смерти стояли подписи двух немецких врачей Вальдемара Фишера и Вольфгана Шпанна. В их профессионализме никто не сомневался. Умерший был очень крупной и влиятельной фигурой среди эмигрантов — западноукраинских националистов. Он занимал пост редактора газеты «Украинский самостийник», был профессором мюнхенского Украинского вольного университета и председателем Политического совета ОУН.
Правда, историки до сих пор не могут объяснить, почему в Москве решили ликвидировать Льва Ребета. Единственная его «вина» перед советской властью — в начале пятидесятых годов прошлого века он написал две книги: «История нации» и «Формирование украинской нации». Правда, их мало кто прочёл из проживающих в Европе украинских эмигрантов. А солдатам УПА эти творения были неинтересны. У них были свои идеологи, которые не только жили на территории Западной Украины, но и участвовали в боевых действиях. К тому же в 1948 году вместе с Николаем Лебедем, Иваном Бутковским и Мирославом Прокопом, Ребет стал одним из руководителей организации, выделившейся из ОУН(б), так называемой «Заграничной ОУН» или ОУН(з), а с 1956 года возглавлял её с Зиновием Матлой.
Суд над Богданом Сташинским состоялся в октябре 1962 года в Карлсруэ. Учитывая признание и раскаяние подсудимого, его приговорили к восьми годам тюремного заключения за соучастие в убийстве. Оглашая приговор, судья заявил, что главным виновником является советское правительство, которое узаконило политические убийства. Впрочем, отсидел он ещё меньше, вскоре попав под амнистию. После освобождения при помощи спецслужб ФРГ он и его подруга сменили фамилию, документы и скрылись в неизвестном направлении, справедливо опасаясь мести как бандеровцев, так и КГБ.

### Убийство Льва Ребета
Богдан Сташинский за два года до гибели Бандеры также прославился убийством другого видного деятеля ОУН, Льва Ребета. Во время охоты на него «ликвидатор» использовал документы жителя Эссена Зигфрида Дрегера. Приехав в Мюнхен летом 1957 года, Сташинский располагал лишь описанием внешности жертвы: среднего роста, крепкого телосложения, с быстрой походкой; носит очки, а на бритую голову надевает берёт. Ещё советская разведка установила адреса двух учреждений, где трудился Лев Ребет.
Сташинский поселился в отеле вблизи одного из эмигрантских учреждений, где работал Лев Ребет. Несколько дней он крутился в этих местах, пока не заметил из окна гостиницы человека, похожего на жертву. Через несколько часов он уже преследовал незнакомца по улицам Мюнхена до редакции эмигрантской газеты «Самостийная Украина» на Карлсплац. Пытаясь установить маршруты передвижения Льва Ребета, агент КГБ несколько дней ходил за ним по пятам, выбирая место для совершения убийства.
Закончив подготовку, Богдан Сташинский доложил о проделанной работе своему начальству. Из Москвы в Карлсхорст приехал специалист, доставивший совершенно секретное орудие убийства. Алюминиевый цилиндр диаметром два сантиметра и длиной пятнадцать сантиметров весил меньше двухсот граммов. Начинкой служил жидкий яд, герметично запаянный в пластмассовой ампуле. Яд не имел ни цвета, ни запаха. При нажатии цилиндр выстреливал тонкую струю жидкости. Перезарядить его было нельзя. После использования оружие следовало выбросить.
Сташинскому посоветовали держать оружие завёрнутым в газету и встретить жертву, когда та будет подниматься по лестнице. Тогда ему будет удобно нацелить цилиндр в лицо жертве, выстрелить и спускаться дальше. В качестве противоядия исполнителю выдали таблетки атропина и ампулы с веществом, расширяющим артерии и обеспечивающим приток крови. Таблетку Сташинский должен был принять непосредственно перед покушением, а после выстрела раздавить ампулу и вдохнуть её содержимое.
Утром киллер подстерёг свою жертву около дома. Сташинский опередил жертву, первым вошёл в подъезд и стремительно поднялся по винтовой лестнице на пару этажей наверх. Услышав шаги жертвы, шагающий следом агент КГБ начал спускаться, держась правой стороны, чтобы Лев Ребет прошёл слева. Когда идеолог ОУН был на пару ступенек ниже, Богдан Сташинский выбросил вперёд правую руку и нажал спуск, выпустив струю прямо в лицо писателю. Не замедляя шаг, он продолжал спускаться. Он услышал, как жертва упала, но не обернулся. Выйдя на улицу, он зашагал в сторону Кёгльмюльбах-канала и выбросил пустой цилиндр в воду.
Эмигрантские газеты сообщили, что Лев Ребет умер от сердечного приступа.

### Перестройка на Независимость Украины
К концу 1980-х годов оба движения полулегально вернулись на Украину. Их легализация произошла в начале 1990-х годов — причём ОУН(б) легализовалась в виде политической партии — Конгресс украинских националистов (КУН), а ОУН(м) в виде общественно-политического движения[какого?]. К началу XXI века КУН имеет минимальный вес на политической арене Украины, деятельность же ОУН(м) политическими наблюдателями не отмечается[оригинальное исследование?].
В 2004 году Организация украинских националистов вместе с Конгрессом украинских националистов, Организацией украинских националистов (революционной) и Всеукраинским объединением «Свобода» выступила в поддержку Виктора Ющенко на президентских выборах. В ноябре 2007 года во время официального визита в Израиль президент
Украины Виктор Ющенко заявил, что ОУН и УПА никоим образом не были причастны к антисемитским действиям во время Второй мировой войны и что уставные документы этих организаций не содержат никаких антисемитских положений. «Ни один архив не подтвердит сегодня ни одной акции карательного типа, в которой принимали бы участие бойцы УПА или другие подобные организации», — заявил Ющенко. Это заявление вполне укладывается в русло
конструирования новой украинской национальной идентичности, в рамках которого члены ОУН и УПА объявлены национальными героями.
В начале апреля 2014 года Министерство обороны РФ (Управление пресс-службы и информации совместно с ЦАМО) опубликовало документы, раскрывающие деятельность украинских националистических организаций в годы Великой Отечественной войны. Документы до недавнего времени были доступны лишь узкому кругу специалистов.
С августа 2014 года по апреле 2015 года на Донбассе воевал Добровольческий батальон ОУН, созданный по инициативе членов ОУН при поддержке ПУН. В конце августа 2015 года комбат ОУН Николай Коханивский возглавил новую политическую организацию «Добровольческий Рух ОУН» Программа организации предусматривает установление временной национальной диктатуры и построение корпоративно-синдикалистского государства.
На местные выборы 2015 года представители Организации украинских националистов шли по спискам Всеукраинского объединения «Свобода».
9 апреля 2015 года Верховная рада Украины приняла закон о «Правовом статусе участников борьбы за независимость Украины в XX веке», которым признала членов ОУН-УПА борцами за независимость Украины в XX веке и предоставила им социальные льготы и гарантии. Одним из авторов законопроекта был сын предпоследнего командира УПА Романа Шухевича — Юрий Шухевич. 15 мая 2015 года Пётр Порошенко подписал данный закон.
16 марта 2017 года Организация украинских националистов, Всеукраинское объединение «Свобода», «Национальный корпус», «Правый сектор», Конгресс украинских националистов и «C14» подписали «Национальный манифест».

### Комментарии
1. ↑  Стецько и несколько его соратников сумели получить аудиенцию у Шептицкого и добились от него письма с признанием новообразованного правительства. Они не стали информировать митрополита о конфликте между бандеровцами и мельниковцами. Впоследствии представители ОУН-б утверждали, что Шептицкий «должен был знать» о расколе в рядах украинских националистов[102].